# Philosophy for Children
La Philosophy for Children (P4C) è un programma educativo ideato tra gli anni Sessanta e gli anni Settanta del Novecento dal filosofo e pedagogista americano Matthew Lipman insieme ad alcuni suoi collaboratori, prima fra tutti Ann Margaret Sharp.
Si tratta di un programma che, come molti altri, si propone il fine di sviluppare nei bambini e nei ragazzi le abilità di ragionamento complesso, quelle linguistiche e comunicative e quelle sociali. La sua peculiarità, però, e ciò che lo rende particolarmente innovativo rispetto alla tradizione culturale occidentale, consiste nel fatto che questo scopo è ritenuto perseguibile attraverso lo strumento della discussione filosofica tra i bambini e i ragazzi stessi. Si può dire, anzi, che la proposta pedagogica di Lipman rappresenta "lo sforzo più significativo e sistematico prodotto per avvicinare la filosofia ai bambini".

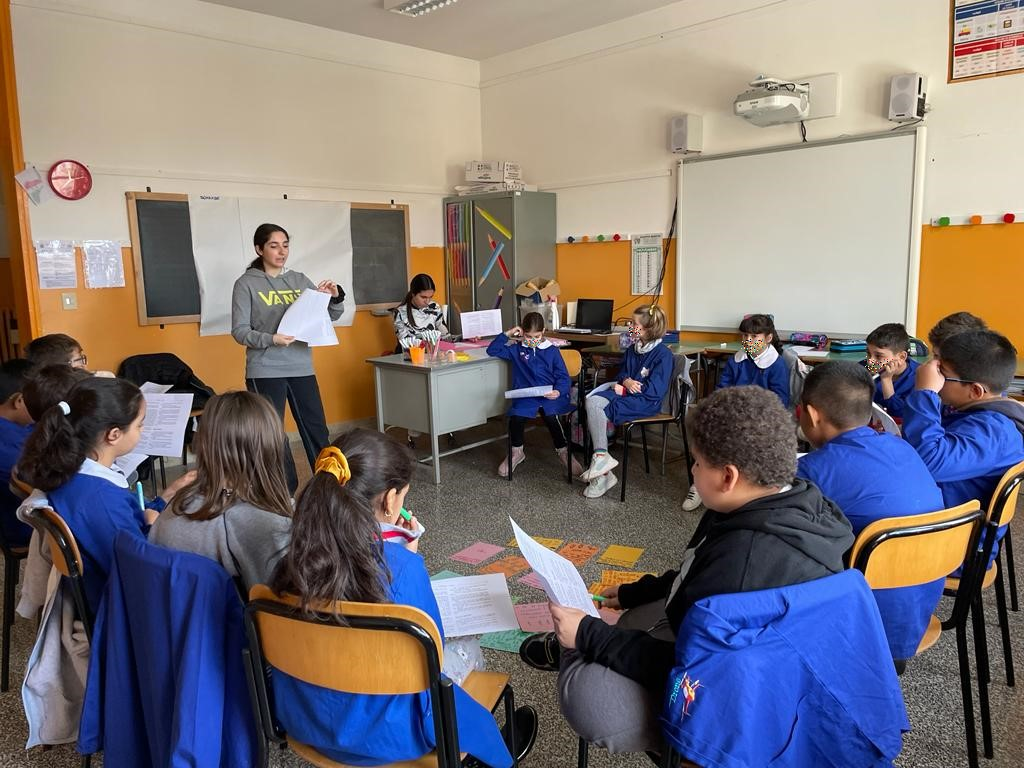
Una sessione di Philosophy for Children

La P4C è pensata innanzitutto come programma educativo da inserire dentro il curricolo scolastico, ma è sperimentata anche in altri contesti educativi. Al centro della sua metodologia c'è la sessione di discussione: un gruppo di bambini/ragazzi partecipanti - a partire da uno stimolo iniziale dato dalla lettura di un brano tratto da uno dei testi che compongono il curricolo appositamente predisposto da Lipman e dai suoi collaboratori - discutono fra loro del tema che hanno scelto di affrontare; la discussione è guidata filosoficamente da un facilitatore esperto (di solito un insegnante appositamente formato) e si sviluppa ogni volta per la durata di circa un'ora.
Dalla fine degli anni Novanta del Novecento, anche la Division of Philosophy dell’UNESCO sostiene il programma, per cui oggi la P4C è diventata un vero e proprio movimento educativo diffuso in tutto il mondo.

## Il (con-)filosofare: una risorsa per la formazione
Quando si parla di Philosophy for children, non si intende l’anticipazione del tradizionale insegnamento della materia filosofia a fasce di età anteriori a quelle della scuola superiore, né l'adattamento dei contenuti dottrinali specifici del pensiero filosofico in narrazioni adatte ai bambini. In entrambi questi casi - anticipare i tempi dell'insegnamento della filosofia o semplificarla - si intende la filosofia come un'area disciplinare specifica, che ha i suoi contenuti peculiari, dati storicamente. Il fatto è che, parlando di P4C, non ci si riferisce a questo tipo di concezione della filosofia.
Diversamente, più che alla filosofia come disciplina, nella P4C si fa riferimento alla filosofia come pratica. In tal senso è utile distinguere tra "filosofie", che sono prodotti del pensiero filosofico codificati dalla tradizione in un corpus disciplinare, e "filosofare", inteso come pratica discorsiva e "riflessiva che usa il linguaggio quotidiano e lo raffina per renderlo capace di dare un senso profondo al mondo e all'uomo". "Filosofare" e "filosofie" vengono quindi usati nella P4C come termini differenti (anche se strettamente correlati), indicanti rispettivamente il processo ed il prodotto. "Filosofare" significa allora porsi di fronte alla realtà con stupore e meraviglia, mettendo in questione e problematizzando l'usuale, lasciandosi sorprendere da "problemi che spuntano inaspettatamente là dove sembrava tutto scontato [...]. Scovare il problema, enunciarlo, farlo emergere e dargli corpo in quanto tale, prospettare, sì, risposte, ma diversificate e alternative, tali da incrementare il senso della problematicità - in una parola, restare al problema, o , meglio, alla problematicità - è ciò in cui consiste il difficile compito critico assegnato" al filosofare. Si capisce allora che le motivazioni di fondo del filosofare risiedono nella curiosità e nel "desiderio di capire, di darsi delle ragioni di fronte alle quali si mitighi il timore dell'assoluta inconsistenza e incomprensibilità dell'esistere".
Come si vede, ci si rifà, qui, alla concezione kantiana del filosofare. Era il filosofo di Königsberg, infatti, a sottolineare come il sapere filosofico sia costitutivamente "zetetico", ovvero indagativo, investigativo: filosofare significa indagare sulle "esperienze individuali e sociali, cercando di dare ad esse un senso ed un significato attraverso ipotesi, concettualizzazioni, riflessioni, sistemazioni mai definitive".
Ora, è con questo filosofare, nel quale è messa in piena luce l'essenza procedurale e dinamica del processo di indagine filosofica, che la P4C vuol far incontrare i bambini e i ragazzi. Essa non tende a fare in modo che i bambini apprendano i prodotti della tradizione filosofica (le filosofie di Platone, di Spinoza, di Heidegger, ecc.), ma che si abituino a riflettere sulle cose della vita e ad interpretarle in maniera diversa dal solito: a volte in maniera addirittura fantasiosa, in ogni caso mettendole in questione. Da questo punto di vista, secondo i teorici più radicali della P4C, il filosofare coi bambini non è una metodologia per educarli ad essere in qualche modo prestabilito dagli adulti (sia pure ad essere ad esempio cittadini democratici, rispettosi, tolleranti, secondo un certo modello educativo), bensì - più profondamente - uno strumento che facilita "un incontro con il pensare che trasforma chi vi partecipa in qualcosa che ora non è possibile né conveniente anticipare"; un modo, insomma, per riconoscere ai bambini "possibilità, libertà, creazione", il "diritto all'auto-creazione nel pensiero".
Ancora meglio: il filosofare che la P4C intende portare ai bambini è, nella sua essenza, un con-filosofare. L'idea è quella per cui "il filosofare accade nella relazione educativa maestro-discepolo, [ovvero] esiste solo nella comunità di ricerca di coloro che con-filosofano e che con-filosofando si co-educano", così come faceva Socrate dialogando filosoficamente con coloro che percorrevano le strade di Atene. È, questa, una concezione molto radicale: la filosofia si dà autenticamente solo in connessione con l'azione educativa. Filosofia ed educazione sono coessenziali.
Intesa in questo modo, la P4C si propone allora come punto di partenza per un ripensamento e una riforma dell'intero curricolo scolastico, ovvero come "nucleo ed armatura del curriculum" stesso. In effetti, lo spirito che anima la P4C è profondamente critico nei confronti dell'educazione tradizionale, giudicata fallimentare nel suo proposito di formare persone quantomeno ragionevoli. Su questo punto, Matthew Lipman è lapidario: "Se deploriamo i nostri leaders e i nostri elettorati per il loro essere egocentrici e non illuminati, dobbiamo ricordare che essi sono il prodotto del nostro sistema educativo. Se protestiamo, come fattore attenuante, che essi sono anche il prodotto di ambienti e famiglie, dobbiamo ricordare che i genitori ed i nonni irragionevoli di queste famiglie sono ugualmente prodotto dello stesso processo educativo. Come educatori, abbiamo una grave responsabilità per l'irragionevolezza della popolazione mondiale". Di fronte a questo stato di cose, il filosofare che si realizza nel programma della P4C è visto come lo strumento fondamentale per far sì che il curricolo scolastico cessi di essere quel "guazzabuglio" che non permette di raggiungere lo scopo di formare teste pensanti e ragionevoli. In particolare, Lipman vede la scuola tradizionale come un edificio privo di coerenza ed unità, nel quale le varie discipline insegnate si rinchiudono nella loro specializzazione e per questo non riescono a produrre senso per la vita dei bambini e dei ragazzi. Se invece i bambini saranno esercitati al filosofare, solo allora potranno affrontare lo studio anche delle altre discipline in modo da coglierne tutti i presupposti e le ramificazioni di tipo etico, logico, estetico ed epistemologico, arrivando così a vedere tutte quelle caratteristiche che tengono insieme le specializzazioni disciplinari in un sapere coerente e significativo. Si tratta, insomma, di fare con la filosofia il contrario di quello che di solito si vuole fare: invece di rendere la filosofia sempre più simile alle altre discipline, per omologarla entro un tradizionale curricolo, sono invece tutte le altre discipline che devono divenire più simili alla filosofia, imparando dal filosofare ad uscire dallo standard che le tiene separate. Ecco, allora, che in questo modo il filosofare, "inteso come percorso intellettuale orientato alla razionalità ed alla ragionevolezza argomentativa, si manifesta come l'attività metadisciplinare e trasversale che può fungere da collante metodologico tra le programmazioni ed i diversi approcci disciplinari".

## Metodi e strumenti didattici

### I racconti filosofici
Il curricolo della P4C non comprende né testi originali della tradizione filosofica né manuali paragonabili a quelli in uso nelle scuole superiori. Al contrario, esso è formato da racconti strutturati in forma dialogica. Si tratta di racconti pensati per essere comprensibili e interessanti specialmente per soggetti in età evolutiva, dall'infanzia all'adolescenza. In effetti, sono racconti nei quali i bambini e i ragazzi si possono rispecchiare, ritrovando situazioni e vicende tipiche della loro vita familiare, scolastica e gruppale. I protagonisti di queste storie non compiono gesta straordinarie (le vicende narrate non concedono spazio al fantasioso e al bizzarro, ma sono del tutto conformi al principio di realtà) e, anzi, le trame sono piuttosto scarne. Tutto l'interesse di queste storie sta nel fatto che i giovani protagonisti, dando prova di grandi capacità di pensiero divergente, riescono a problematizzare proprio gli aspetti più semplici della vita di tutti i giorni, dando il via ad appassionate discussioni e riflessioni sui temi più svariati. Ci sono dunque racconti che affrontano temi "di filosofia dell'esistenza, altri di filosofia della natura, della conoscenza, della politica; altri ancora di logica, di etica e di estetica".
Lipman ha pensato questi racconti come testi aventi sia un valore in sé (capaci di stimolare nei bambini la riflessione filosofica) sia, contemporaneamente, come "letteratura di transizione" che apre la via alla lettura dei testi originali dei filosofi da leggere alla Scuola superiore o all'Università. Effettivamente, i racconti del curricolo della P4C possono essere visti come una serie "in cui ogni racconto pone le basi e i prerequisiti concettuali e procedurali per affrontare quello successivo", in una sequenza che sfocia idealmente nella lettura dei testi originali della tradizione filosofica. In ogni caso, questi testi sono scritti sia per compendiare a grandi linee l'enorme accumulo di temi e problemi compreso all'interno della millenaria tradizione filosofica occidentale, sia per stimolare i bambini a coltivare la meraviglia, la curiosità e la capacità di problematizzare (elementi che "stanno all'origine di ogni avventura intellettuale" umana) nel momento in cui si trovano a riflettere sulla realtà quotidiana del loro vissuto. In effetti, i dialoghi contenuti nei racconti rendono "operativo e esemplificato il metodo dialogico-argomentativo proprio della filosofia" e insieme, dal punto di vista didattico, offrono un modello perseguibile di gruppo che pensa e ragiona insieme. Quest'ultimo è un punto fondamentale: i racconti del curricolo della P4C mettono in scena in modo semplice molti modelli di diverso genere. Si tratta di modelli di personalità, di pensiero e stili cognitivi, di contesti d'uso delle parole, di processi di ricerca... Tutti modelli che possono essere emulati dai bambini, agendo da stimolatori dei processi di conoscenza.
 Un'ulteriore caratteristica di questi racconti filosofici è che sono suddivisi in capitoli a loro volta spezzati in brevi paragrafi. Questa suddivisione ha lo scopo di facilitare la scelta di singoli episodi (dotati ognuno di una propria autonomia tematica) a partire dai quali poter impostare una singola sessione di lavoro didattico.
Il curricolo della P4C è suddiviso al proprio interno in base all'età dei destinatari.
Due sono i racconti pensati per i bambini della scuola dell'infanzia:
- Thinking Trees and Laughing Cats[26];
- The Doll Hospital (trad. it. col titolo L'ospedale delle bambole)[27].

Ci sono poi una serie di racconti pensati per l'età della scuola primaria:
- Elfie[28];
- Kio and Gus[29];
- Pixie[30];
- Nous[31];
- Geraldo[32].

Per l'età della scuola secondaria di primo grado, inoltre, sono disponibili i seguenti testi:
- Harry Stottlemeier's Discovery (trad. it. col titolo Il prisma dei perché)[33];
- Lisa[34];
- My Name is Myshkin. A Philosophical Novel for Children[35].

Per gli adolescenti, dell'età della scuola secondaria di secondo grado, sono pubblicati i seguenti testi:
- Suki[36];
- Mark[37];
- Dreamers. Adventures in dreams and dreams of adventures...[38].

Pensato per gli adulti, infine, è un adattamento di Harry Stottlemeier's Discovery intitolato Harry Prime.
Va segnalato, poi, che "esistono una serie di sub-curricoli, ideati da [...] autori [diversi] che gravitano intorno alla P4C, che intendono avvicinare problematiche specifiche [...] o che si adattano meglio all'utilizzo in contesti non scolastici". Ne sono esempi i seguenti:
- la raccolta di 16 storie filosofiche rivolte ai bambini della Scuola dell'infanzia, frutto di una sperimentazione a cura dell'Università canadese di Montréal, mirate alla prevenzione primaria della violenza e raccolte nel libro Les contes d'Audrey-Anne[41];
- la serie di racconti elaborati nell'ambito del programma "Prévention de la violence et Philosophie pour enfants" curato dall'Università di Laval (Québec, Canada) nei primi anni Duemila[42]. Si tratta di Nakeesha et Jesse[43], per la scuola dell'infanzia; Grégoire et Béatrice[44] e Fabienne et Loïc[45], per i bambini del primo ciclo della scuola primaria; Mischa[46] e Romane[47] per le classi terze e quarte della primaria e Hannah (parte 1 e parte 2)[48] per la quinta primaria e prima secondaria di I grado.
- la serie di 6 racconti filosofici finalizzati alla promozione dell'impegno cosmopolita e del dialogo interculturale elaborati nell'ambito del Progetto Europeo PEACE (Philosophical Enquiry Advancing Cosmopolitan Engagement)[49] per bambini e ragazzi dagli 8 ai 14 anni. Si tratta di Tina e Amir e di Ella per i bambini più piccoli e di Hanadi, Christian, Dentro e fuori i giardinetti e www.cometichiami.tu per i preadolescenti[50].

### I manuali
Ad ognuno dei racconti filosofici, Lipman e i suoi collaboratori hanno affiancato, ad uso degli insegnanti facilitatori, dei manuali che illustrano le "istruzioni per l'uso" utili a riconoscere i nuclei concettuali più filosoficamente salienti dei brani che costituiscono i racconti filosofici del curricolo e suggeriscono, con una certa flessibilità, piani di discussione ed esercizi su argomenti di cui i bambini potrebbero essere interessati a parlare. I manuali non sono quindi prescrittivi, ossia pensati per essere seguiti dal facilitatore in maniera rigida e pedissequa; sono, invece, degli strumenti di consultazione a partire dai quali chi facilita la discussione è messo meglio in grado di gestirla nel modo più appropriato, garantendo lo scambio libero di idee e pensieri fra i partecipanti.
I manuali realizzati sono i seguenti:
- Thinking Trees and Laughing Cats: A Thinking Curriculum for Pre-school Education[53].
- Making Sense of My World. Instructional Manual to Accompany The Doll Hospital[54].
- Getting Our Thoughts Together. Si tratta del manuale che accompagna il racconto Elfie[55].
- Wondering at the World. Instructional Manual to Accompany Kio and Gus[56].
- Looking for Meaning. Instructional Manual to Accompany Pixie[57].
- Deciding What to Do. Instructional Manual to Accompany Nous[58].
- Discovering Our Voice. Instructional Manual to Accompany Geraldo[59].
- Philosophical Inquiry. Instructional Manual to Accompany Harry Stottlemeier's Discovery[60].
- Ethical Inquiry. Instructional Manual to Accompany Lisa[61].
- Writing. How and Why. Instructional Manual to Accompany Suki[62].
- Social Inquiry. Instructional Manual to Accompany Mark[63].

### La sessione
Al centro della pratica della P4C troviamo la sessione, al cui interno, dal punto di vista metodologico, si possono individuare alcune fasi fondamentali.
Per iniziare, è ritenuta importante una profonda lettura del testo proposto (tratto da uno dei racconti del curricolo), il quale funge da spunto per la successiva discussione. La disposizione dei partecipanti a cerchio o a semicerchio, è raccomandata per favorire il contatto visivo, in quanto è “simbolicamente espressione della circolarità del dialogo e della circolazione delle idee”. Chi pratica la P4C suggerisce inoltre di svolgere la sessione in luoghi allestiti in modo informale, ad esempio spostando i banchi, se si è a scuola, e inserendo elementi alternativi, come cuscini o altri materiali portati dai partecipanti.

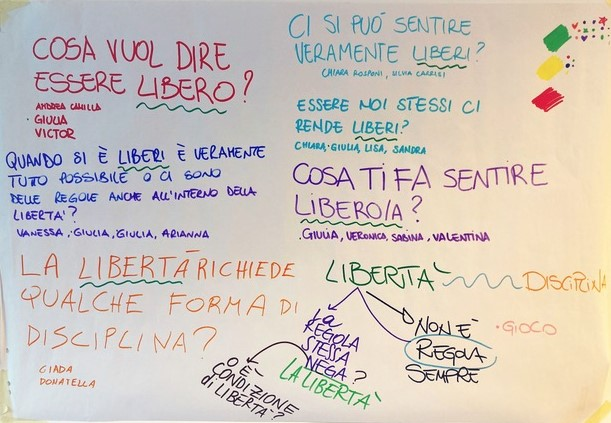
Esempio di Agenda utilizzata in una sessione di P4C

In una seconda fase della sessione, viene chiesto ai partecipanti, divisi in gruppi o coppie per raggruppare le diverse idee, cosa di quello che hanno letto ha per loro particolare significato o li colpisce di più e di formularlo sotto forma di domande. Queste saranno trascritte dal facilitatore su un cartellone visibile a tutti denominato Agenda, avendo "cura di annotare accanto a ciascuna domanda il nome di colui o colei che l’ha formulata e chiedendo di riformulare la domanda qualora risulti poco chiara"; in questo modo, tutti i partecipanti potranno visualizzare i diversi spunti della discussione. Se il flusso dei suggerimenti subisce un rallentamento, il facilitatore può aggiungere qualche pensiero che i partecipanti hanno trascurato.
Una volta individuate - attraverso l'analisi dell’agenda - le tematiche più ricorrenti, si passa ad individuare il cosiddetto Piano di Discussione, cioè la domanda che sintetizza le tematiche emerse ed incontra l’interesse di tutti e su cui il gruppo dei partecipanti decide di concentrarsi.
Si passa poi alla Discussione vera e propria: è questa la fase di problematizzazione della realtà dal punto di vista filosofico, in cui si cerca di andare oltre gli stereotipi e il pensiero comune. In tal senso, la discussione aiuta i partecipanti ad arricchire il loro pensiero sul mondo, perché permette l’esperienza del ragionamento e del dialogo comunitario, col fine di negoziare ragionevolmente i diversi punti di vista. È questo il momento in cui "il contenuto del racconto si riversa spontaneamente nella classe [o comunque, se non si è a scuola, nel gruppo dei partecipanti]; ognuno si sente sollecitato e impegnato a proseguire la discussione, ad aggiungere l'apporto di una personale esperienza, ad ampliare ed approfondire [...] la ricerca avviata ma non conclusa". Il contenuto della discussione e la sua “filosoficità” sono, da questo punto di vista, assolutamente imprevedibili, poiché sono frutto della libera scelta, da parte di ogni partecipante, all'interno del particolare contesto in cui la discussione volta per volta avviene, di mettersi in gioco portando il proprio contributo di ragionamento a un’impresa collettiva. Sotto questo aspetto, l’andamento di una discussione filosofica comunitaria assomiglia a una jam session di improvvisazione artistica.
La sessione si conclude con una Autovalutazione, fase in cui i partecipanti esprimono come si sono sentiti (ovvero manifestano il contenuto emotivo e affettivo della loro esperienza di partecipazione alla sessione), quanto a fondo, a loro giudizio, l'argomento di cui si è parlato è stato compreso e analizzato e come e quanto il facilitatore li ha aiutati nel lavoro filosofico. Si tratta di un momento di meta-riflessione "funzionale all’individuazione dei punti di forza e debolezza del lavoro svolto dalla comunità di ricerca [...] impiegato dal facilitatore per verificare il proprio intervento, in modo da ricalibrare atteggiamenti, richiami e sostegni effettuati".

## La comunità di ricerca filosofica
La pratica del filosofare che caratterizza la P4C è una pratica comunitaria: non si filosofa da soli, ma insieme agli altri. Assunto fondamentale della P4C è infatti che la classe scolastica nel suo insieme deve essere trasformata in una "comunità di ricerca" (CdR) o, ancora meglio, in una "comunità di ricerca filosofica" (CdRF). Con questa espressione ci si riferisce a una molteplicità di aspetti.
In primo luogo, la CdRF è un contesto nel quale si persegue un obiettivo intellettuale: i partecipanti affrontano e si interrogano insieme su "questioni ritenute importanti e problematiche". Si tratta quindi di una situazione in cui "le questioni problematiche, le ipotesi e le possibili soluzioni vengono condivise e costruite insieme" e c'è "la possibilità di «dividere il carico del pensare» [...] e di giovarsi delle idee, degli stili cognitivi, delle capacità ed arguzie degli altri". Certo, ognuno continua a pensare con la propria testa, ma questo è favorito proprio dal fatto che nella CdRF ogni partecipante è chiamato a portare il suo particolare punto di vista sul tema affrontato. In verità, nessuno è obbligato a intervenire nella discussione, ma al tempo stesso nessuno è escluso e tutti sono incoraggiati a portare il proprio contributo alla costruzione di quella che può essere definita "cognizione condivisa", in cui membri diversi della CdRF, volta per volta, compiono gli atti mentali (interrogarsi, dedurre, definire, supporre, immaginare, distinguere, eccepire, ecc.) utili per andare a fondo nell'esame del tema in discussione. Ovviamente, non è detto che l'approfondimento condotto insieme di una certa questione conduca per forza ad una conclusione assertiva data una volta per tutte: molte volte la CdRF dà origine a qualcosa di diverso, come ad esempio un’enumerazione di possibili punti di vista, o una definizione più completa del problema affrontato, o il riconoscimento di una crescita di consapevolezza, la sensazione di una migliore comprensione. Ciò che conta è che la conclusione cui la CdRF giunge al termine di una sessione di discussione è qualcosa che tiene conto della curiosità, delle considerazioni e dei punti di vista di tutti, senza che ci sia né l'imporsi forzoso di qualcuno né l'accodarsi passivo all'opinione della maggioranza. Pensare insieme nella CdRF, infatti, non è indulgere al conformismo: nella CdRF si impara a integrare le idee altrui ma anche a opporsi, schierandosi, se serve, "dall'altre parte".

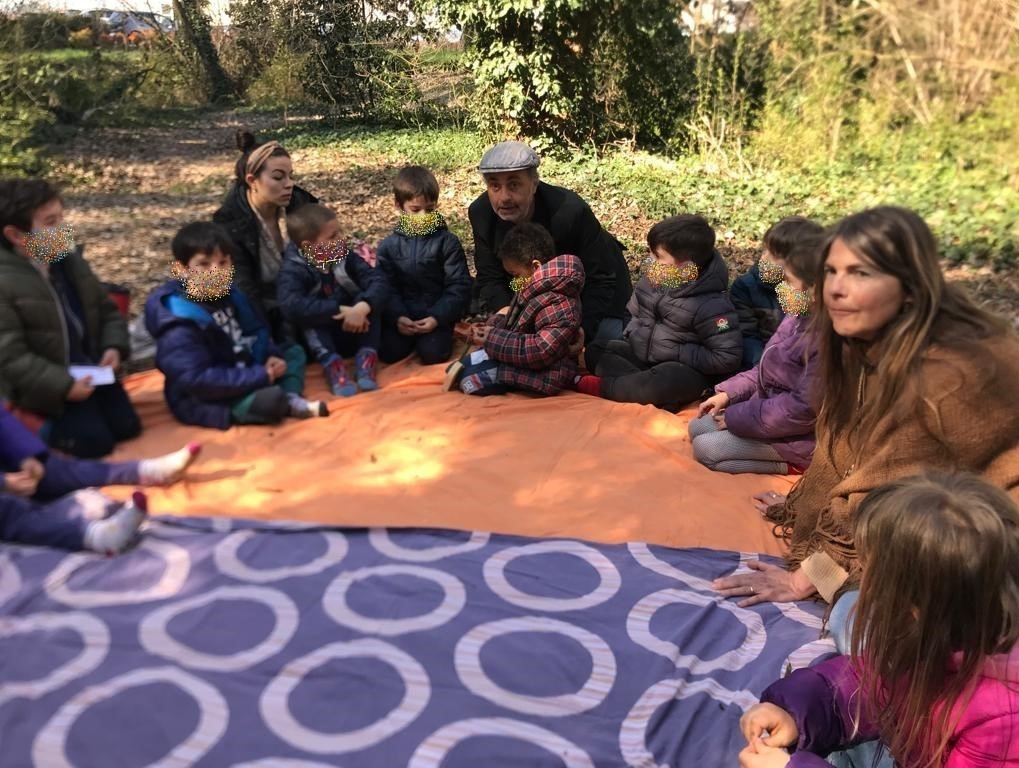
Una CdRF durante una sessione di Philosophy for Children con bambini di scuola dell'infanzia

In secondo luogo, per realizzare questo pensare insieme, sviluppando così "discussioni aperte e vivaci su temi filosofici, la comunità di ricerca, nei modi in cui opera secondo il programma della Philosophy for children, integra una metodologia autocorrettiva". Questo significa che la CdRF non è un gruppo sociale qualsiasi. Di solito, infatti, si tende a sorvolare sui propri errori e non si prendono in esame i propri limiti in maniera approfondita; al contrario, la CdRF è un gruppo che si sforza attivamente di esaminare metacognitivamente le proprie difficoltà e i propri errori, allo scopo di superarle e correggerli. Per perseguire questo obiettivo, una CdRF procede in modo che al suo interno non ci siano chiacchiere o dispute, bensì dialogo tramite cui si impara ad ascoltarsi e a procedere secondo regole procedurali razionali e critiche, a formulare domande appropriate, a costruire inferenze logicamente valide, ad evitare gli stereotipi riconoscendo le differenze di contesto e i controesempi che rendono invalide certe generalizzazioni induttive, ad esigere prove e ragioni convincenti a sostegno delle affermazioni fatte e ad accogliere critiche ragionevoli, ad elaborare creativamente ipotesi esplicative, ad accettare di prendere in considerazione punti di vista differenti dal proprio, a cercare la chiarezza concettuale operando distinzioni e collegamenti rilevanti, a portare alla luce le assunzioni implicite nelle proprie e altrui dichiarazioni, a soppesare i criteri di giudizio nelle valutazioni.
In terzo luogo, nella situazione della CdRF, ogni partecipante ha modo di sentirsi visto e ascoltato, ovvero riconosciuto dagli altri capace di esprimere autonomamente giudizi e di correggere i propri errori. Si viene a creare, quindi, un ambiente comunicativo molto favorevole allo sviluppo di una positiva fiducia e stima di sé, evitando le derive opposte della frustrazione demotivante, da un lato, e della convinzione irrealistica di non avere limiti e di non commettere errori, dall'altro. Non si deve credere, peraltro, che la CdRF sia un gruppo sociale il cui obiettivo sia realizzare lo star-bene-insieme e il ritrovarsi uniti in sentimenti condivisi, alla ricerca cioè della fusionalità e dell'adesione organica a un gruppo che dia sicurezza e consolazione. Al contrario, pur non essendo un gruppo che suscita nei partecipanti sentimenti di estraneità, la CdRF è tenuta insieme unicamente dal fatto che i suoi membri si sentono partecipi di un'impresa comune, quella della ricerca intellettuale condotta insieme: un ethos, si potrebbe dire, dell'amicizia filosofica.
Infine, come ambiente collaborativo nel quale le molteplici provocazioni che provengono dal gruppo agiscono sulla mente di ognuno e la spingono continuamente a decentrarsi, la CdRF offre la possibilità a chi vi partecipa di formulare giudizi, stabilire convenzioni e basi comuni di valutazione: questo costituisce la base intellettuale su cui edificare una società democratica, in cui i diritti, i doveri e i valori di ognuno sono discussi, negoziati, legittimati e difesi. Da questo punto di vista, è giustificato affermare che la CdRF, nelle intenzioni di Lipman e nella logica pedagogica profonda della P4C, costituisce "la cellula germinale di una ricostruzione della democrazia". Questo significa che la CdRF - come occasione in cui si propone ai bambini la pratica del pensiero filosofico, cioè "di un pensiero critico e autocorrettivo, in cui le credenze vanno argomentate, giustificate razionalmente e testate in base a criteri intersoggettivi" - è luogo di riparazione e ricostruzione (si potrebbe dire: manutenzione) della democrazia. Lo scopo è far sì che le procedure di dibattito democratico all'interno della società non si riducano a mero scambio di opinioni, ma si elevino al livello della discussione critica delle opinioni.
Tenendo conto di questa complessità del costrutto teorico di CdRF, può essere utile una sua definizione sintetica, che mostri l'inscindibile unità tra la sua valenza gnoseologica e quella politica. Si può dire, allora, che la CdRF è quello spazio nel quale il pensiero è "disposto a capovolgersi, a rivisitarsi e ad essere altro da ciò che è", una dimensione in cui docenti e studenti possono diventare "diversi da ciò che sono: evitare di legittimare ciò che già conoscono su di sé e sugli altri; staccarsi da quella verità e [...] legge che li mantiene in una relazione gerarchica di sapere-potere [...] per la quale «uno» sa e gli «altri »ignorano; [...] animarsi e perdersi nel dispiegarsi di un'altra relazione sapere-potere, più orizzontale, meno gerarchica, in cui [...] insieme si incamminano verso ciò che non hanno ancora pensato [...]. Uno spazio in cui leggeranno, problematizzeranno, e penseranno insieme questioni filosofiche in compagnia di filosofi e dove la domanda, la ri-domanda e il compito di costruzione dei concetti esercitano un ruolo fondamentale [...] in una ricerca comune in cui l'unica certezza è l'impossibilità di continuare ad essere nello stesso modo in cui si era all'inizio di tale percorso".

## L'insegnante facilitatore
Il facilitatore è una figura professionale innovativa, che si differenzia da quella del docente tradizionalmente inteso. Rispetto a quest'ultimo, infatti, egli non ha una disciplina/materia da trasmettere né risposte e certezze da dare, non ha il potere della valutazione sommativa, non ha un'autorità riconosciuta formalmente, non ha il compito di disciplinare corpi e comportamenti. Il facilitatore, piuttosto, spezzando la contrapposizione frontale tra insegnante e studenti, si avvicina maggiormente alla figura contemporanea dell'educatore: egli è un membro effettivo della CdRF e assume una posizione paritetica, dando e facendosi dare del «tu», alzando la mano per chiedere la parola al pari degli altri membri, attendendo il silenzio degli altri per parlare; ma, all'interno della CdRF, il facilitatore non interviene nella discussione come gli altri in modo diretto, cioè non contribuisce portando le sue conoscenze e intuizioni; piuttosto, il suo appartenere alla CdRF è finalizzato allo svolgimento di funzioni particolari, quella epistemica e quella regolativa.

### La funzione regolativa del facilitatore
Per quanto riguarda la funzione regolativa, il facilitatore ha il ruolo di monitorare la sessione, facendo attenzione soprattutto agli aspetti procedurali: ciò significa che organizza i tempi e i passaggi da una fase all'altra della sessione, fa circolare le idee e chiede la condivisione dei concetti, valuta la pertinenza degli interventi (cercando comunque di trovare un aspetto per cui essi possano essere valorizzati, anche se risultano eventualmente non pienamente "centrati" sul tema in discussione), gestisce i turni di parola e la loro durata. Sotto quest'ultimo riguardo, il facilitatore è attento ad evitare che qualcuno monopolizzi la discussione. Il suo ruolo infatti è quello di fare in modo che nessuno sia tagliato fuori dalla dinamica comunicativa, ovvero, almeno, che vengano a crearsi per tutti pari opportunità di espressione: questo avviene, da un lato, soprattutto attraverso la cura che il facilitatore ha per la diversificazione dei codici e delle attività (esposizione verbale orale e scritta, disegni, attività manuali e corporee, eccetera, in modo da venire incontro agli stili comunicativi di ciascuno), ma anche, dall'altro lato, incoraggiando chi partecipa alla sessione perché si senta libero di osare, tentare, al limite anche sbagliare. Altro aspetto fondamentale della sua funzione regolativa è il suo ruolo di modulatore: il facilitatore utilizza o sollecita interventi di collegamento tra i vari interventi dei partecipanti, in modo da integrarli in unità. Ciò non significa che egli costringa la discussione dentro una forzata uniformità di vedute, ma che - rispettando le difformità - usa l'eventuale conflitto fra le posizioni di pensiero differenti in modo produttivo, senza che la discussione degeneri in disputa sterile. Tutto questo, allo scopo generale di favorire un dialogo costruttivo e coinvolgente fra coloro che partecipano alla sessione.

### La funzione epistemica del facilitatore
Per quanto concerne la funzione epistemica del facilitatore, essa si riferisce al ruolo dinamico da lui svolto all’interno della CdRF, ruolo che prevede la costruzione del sapere assicurando la qualità del dialogo tra i partecipanti. Questa funzione del facilitatore implica diverse responsabilità.
Innanzitutto, quella di garantire un ragionamento coerente e coeso.

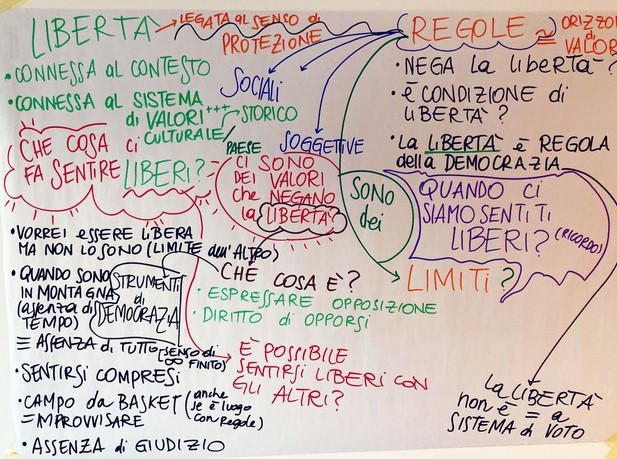
Esempio di agenda che registra il monitoraggio della discussione in una sessione di Philosophy for Children

 Il facilitatore, infatti, monitora la discussione tra i partecipanti alla sessione, in modo che le eventuali incongruenze siano chiare a tutti, affrontate e possibilmente risolte.
In secondo luogo, la funzione epistemica del facilitatore comprende la responsabilità di guidare i componenti della CdRF verso la direzione (sia pur non prestabilita) di un serio approfondimento delle questioni dibattute durante la sessione. Si tratta quindi di far diventare la sessione un'occasione per "[progredire] verso la verità (o, meglio, verso una elaborazione sempre più approfondita, raffinata, e scandagliata dei significati con cui diamo senso all'esperienza)". Per raggiungere tale scopo, il facilitatore opera soprattutto in due modi: da un lato, fa sintesi degli interventi emersi nella CdRF mostrandone l'eventuale compatibilità e componibilità reciproca; dall'altro, sollecita e incalza la CdRF con nuovi spunti di pensiero nel caso in cui sia necessario, cioè quando si presenti un momento di stasi o una situazione di discostamento dal pensiero filosofico (che si verifica quando la CdRF allenta la tensione autocorrettiva e "dimentica" che la filosofia è una forma di ragionamento che obbedisce a determinate regole sia nel porre i problemi sia nell'analizzarli).
Infine, il facilitatore, in quanto responsabile della funzione epistemica, funge da modello filosofante: "conoscendo le diverse applicazioni e declinazioni che contenuti e procedure filosofiche hanno avuto nel corso della storia, il facilitatore [usa] un repertorio fondamentale per scoprire, riconoscere, evidenziare nei discorsi dei bambini la dimensione filosofica della riflessione comune, aiutandoli a focalizzarsi su di essa, facendosi testimone e modello di più stili filosofici di indagine, senza privilegiarne alcuno e utilizzando il repertorio storico delle idee per arricchire indirettamente la ricerca comune".
In sintesi, quella del facilitatore di sessioni di P4C è una figura che innova profondamente il modo di insegnare e può costituire un riferimento importante anche nella riflessione sul rinnovamento della professionalità docente. Nella logica della P4C, quindi, "l'insegnante in classe non [deve] infondere ai suoi alunni conoscenze e concetti attraverso una metodologia di insegnamento frontale, in cui lo studente riceve passivamente le nozioni da apprendere e memorizzare, ma deve limitarsi a proporre ai ragazzi argomenti e problemi, sui quali gli stessi studenti devono confrontarsi in maniera aperta e dialogica, mediante un continuo e reciproco scambio di idee. L'insegnante deve quindi facilitare il dialogo fra gli studenti, cioè guidarlo in modo che non si areni in un confronto sterile e meramente polemico, ma si sviluppi nelle forme della riflessione critica e consapevole, mirando a raggiungere delle conclusioni che, seppur parziali, contengano però un nucleo di chiarezza concettuale riconoscibile da ciascuno studente. Guidare la discussione, tuttavia, non significa condizionarla quanto ai ragionamenti e agli esiti, secondo uno schema precostituito a cui si cerca di conformare gli interventi dei singoli alunni, ma, al contrario, significa permettere a ogni alunno di elaborare un proprio ragionamento e di raggiungere, insieme agli altri, un esito condiviso".

### La formazione dei docenti facilitatori
Il modello formativo che oggi è utilizzato per la formazione dei docenti che intendono sperimentare con i loro studenti il curricolo della P4C segue in tutto il mondo uno standard internazionale. Esso è stato via via definito e perfezionato a partire dai primi suggerimenti di Matthew Lipman e di Ann M. Sharp, dai loro collaboratori presso lo Institute for the Advancement of Philosophy for Children e dalle innumerevoli esperienze e verifiche che si sono succedute negli anni in paesi di ogni continente.

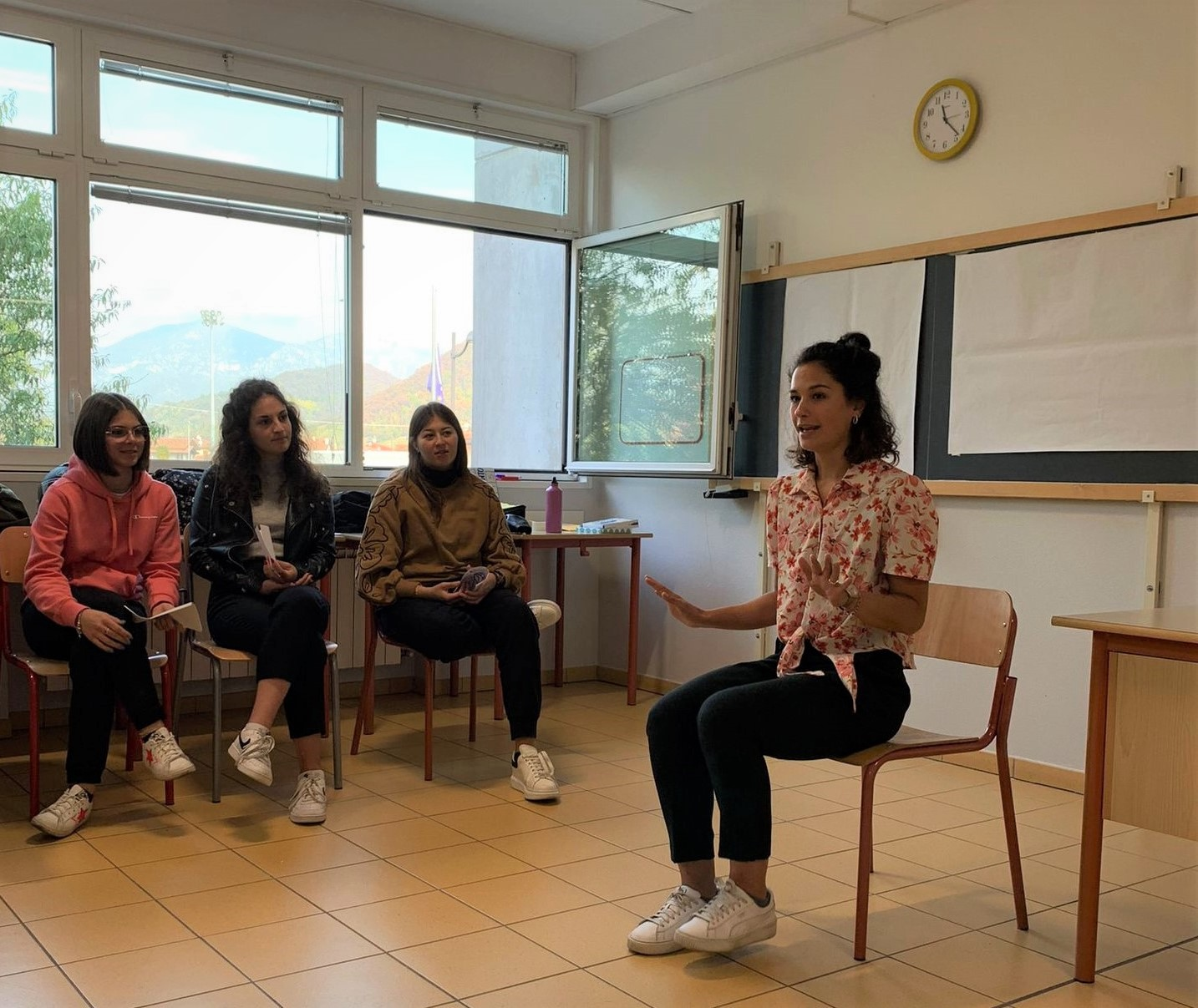
Corso per teacher in Philosophy for Children

La formazione dei docenti prevede una prima fase - che può avvenire o durante un corso residenziale intensivo (che può durare anche un paio di settimane, sovente durante l'estate) presso un centro specializzato, oppure in corsi organizzati presso università o scuole distribuiti su più incontri distanziati nel tempo (spesso su un semestre) - nella quale, nella logica dell'imparare facendo, i partecipanti sperimentano in prima persona che cosa significa essere inseriti in una CdR che pratica il dialogo filosofico. In tal modo, chi partecipa al corso di formazione "è [...] coinvolto a pieno titolo nel percorso formativo a lui rivolto ed è chiamato a fare esperienza diretta di ciò che in seguito sperimenteranno i suoi allievi, in modo da conoscere in profondità sia i materiali di cui si compone il curricolo che la dimensione operativa attraverso cui si articola il lavoro" durante la sessione di P4C. Si tratta di momenti formativi in cui teoria e pratica si intrecciano, illuminandosi a vicenda. In una seconda fase, i docenti formati alla teoria e alla prassi della P4C implementano l'attività della P4C in una classe scolastica assumendo il ruolo del facilitatore durante un vero e proprio tirocinio. In questo modo, fanno rivivere nella classe esperienze analoghe a quelle che hanno vissuto di persona. Essendo questo passaggio molto delicato, solitamente (almeno quando la formazione non avviene in modo intensivo durante un corso residenziale) la fase del tirocinio non è collocata dopo che la prima fase formativa si è già conclusa, ma in parallelo a questa. In questo modo, è possibile ai docenti in formazione scambiarsi le esperienze delle sessioni facilitate e sottoporsi alla supervisione dei formatori.
Questi percorsi di formazione non mirano semplicemente a fornire un set di abilità e di tecniche nuove che l'insegnante può aggiungere a quelle già possedute. Anche se l'acquisizione di particolari abilità e di strategie metodologiche non è esclusa, tuttavia non è questa la principale ambizione. Obiettivo centrale è, invece, una esperienza riflessiva su come la conoscenza, all'interno di gruppi strutturati e filosoficamente indirizzati, sia il frutto di una costruzione comunitaria. Si tratta, perciò, di una formazione che tocca l'intera area della professionalità docente, sia rispetto alle sue dimensioni cognitive sia rispetto a quelle relazionali.
In Italia esistono due centri riconosciuti a livello internazionale per la formazione dei docenti (che possono conseguire tre livelli di professionalità specifica come facilitatori: il livello di teacher, quello di teacher esperto e quello di teacher educator): sono il CRIF, Centro Ricerca Indagine Filosofica, di Roma e il CIREP, Centro Interdisciplinare di Ricerca Educativa sul Pensiero, di Rovigo.

## Finalità: l'educazione al pensiero complesso
La P4C non va intesa come un programma per ottenere nei bambini un potenziamento delle abilità di pensiero logico, ma, invece, come un curricolo educativo che mira a rendere i bambini "disponibili" ad approcciare filosoficamente il mondo e il sapere e a migliorare la qualità della vita della comunità sociale in cui sono inseriti. Questo concretamente significa che la P4C non concepisce il pensiero (alla cui educazione essa è votata) semplicemente come razionalità governata dalle regole astratte della logica formale, ma come "una compenetrazione e un'ibridazione di diverse forme di comportamento mentale". Detto in altri termini: il pensiero è qualcosa di complesso, di multidimensionale. Nella concezione di Lipman, che sta alla base della P4C, sono almeno tre le dimensioni del pensiero di cui il processo educativo deve prendersi cura: il pensiero critico, il pensiero creativo e il pensiero caring (affettivo/valoriale). Si tratta di dimensioni ugualmente importanti e che chi educa tramite il curricolo della P4C deve considerare dinamicamente, ossia nel loro rispettivo compenetrarsi, allo scopo di creare le condizioni perché l'individuo, formato alla ragionevolezza, possa dare il suo contributo all'edificazione di una società democratica.

### Il pensiero critico
Per capire che cosa sia il pensiero critico, così come è concepito dal teorico della P4C Matthew Lipman, è utile pensare a quali siano le caratteristiche che rendono tale un esperto nel suo campo professionale. Un professionista esperto (ad esempio un medico, o un magistrato, o un architetto di valore) è uno che, avendo a disposizione conoscenze teoriche generali (quei principi e quei criteri che ha studiato nel suo percorso di formazione), riesce ad applicarle con flessibilità e buon senso (essendo in grado quindi anche di correggersi, se si accorge di essersi incamminato per una strada sbagliata) a una certa situazione problematica particolare che gli si è presentata nell'esercizio del suo lavoro. Il pensiero critico, quindi, può essere definito come "quel pensiero che 1) facilita il giudizio 2) perché fa ricorso a criteri, 3) è autocorrettivo e 4) è sensibile al contesto".

#### Pensiero critico e giudizio: la ragionevolezza
Chi pensa criticamente è una persona che riesce a formulare dei buoni giudizi, intendendo per buon giudizio l'appropriata applicazione alla pratica delle conoscenze teoriche possedute. Come si può notare, il pensiero critico è un pensiero applicato e in quanto tale non mira solo a una comprensione, ma anche alla produzione di qualcosa, qualcosa che può essere detto, fatto o realizzato per produrre un cambiamento nella realtà. Inoltre, chi pensa criticamente esprime giudizi anche su se stesso e sul modo di operare suo e degli altri: ad esempio, "un bravo medico non solo fa diagnosi corrette dei suoi pazienti e prescrive loro la giusta cura, ma formula anche buoni giudizi sulla medicina e sulla sua abilità di praticarla". Come si vede, qui il concetto di giudizio non si riferisce, riduttivisticamente, al giudizio come lo interpreta la logica (giudizio come proposizione che può essere vera o falsa), ma all'attività di giudicare propria della persona "giudiziosa", ossia dotata di quella ragionevolezza che è razionalità mitigata dall'esperienza, ovvero dalla capacità di pensare non in astratto ma in stretta aderenza con la pratica. Esempi di buoni giudizi, quindi, possono essere "un’argomentazione persuasiva, una corretta interpretazione di un testo scritto, una composizione equilibrata", una comunicazione (anche non verbale) efficace, la risoluzione di un problema, una decisione pratica, ecc.

#### Pensiero critico e criteri
I buoni giudizi espressi da chi è esperto in un certo ambito o in una certa professione sono tali perché si appoggiano a delle buone ragioni che si dimostrano in grado di sostenerli, giustificarli e renderli saldi di fronte alle possibili (o reali) contestazioni che li mettono in discussione. Si tratta di ragioni che "possono godere o meno del consenso generale, ma certamente godono del consenso e del rispetto degli abili ricercatori appartenenti" a una certa comunità di esperti. Queste ragioni sono i criteri che gli esperti utilizzano nella formulazione dei loro giudizi e delle loro valutazioni: ad esempio, "gli architetti giudicheranno un edificio impiegando criteri quali utilità, sicurezza e bellezza; i magistrati formulano giudizi con l'aiuto di criteri come legalità e illegalità; e i pensatori critici fanno ricorso a criteri provati quali validità, valore probatorio e coerenza". Anche qui si vede come il riferimento ai criteri rimanda a una situazione pratica di rapporto intersoggettivo e di confronto sociale, nel quale la razionalità di un giudizio non è considerata astrattamente, ma sempre in relazione a persone che possono discutere e mettere alla prova la solidità delle loro opinioni e convinzioni.
Nel curricolo della P4C è data molta importanza alla formulazione di giudizi basati su criteri. Essi sono visti come "gli strumenti della procedura razionale che posseggono maggior valore [e] insegnare agli allievi a riconoscerli e a usarli è un aspetto essenziale dell'insegnare a pensare criticamente". Un esempio di questa valorizzazione dei criteri nel corso delle sessioni di P4C è riscontrabile nel momento in cui certi concetti nuovi sono introdotti nella discussione della CdR: questa introduzione è solitamente accompagnata da esercizi (presenti nel manuale) che favoriscono una traduzione dei concetti in termini pratici.

#### Pensiero critico e autocorrezione
Il pensiero critico è auto-correttivo. Questo significa che esso, impegnandosi in un'attività metacognitiva, mira a scoprire le sue debolezze ed errori e a correggere i difetti delle sue stesse procedure. In questa sua caratteristica, si vede come il pensiero critico costituisca uno dei fondamenti della stessa possibilità della P4C (e, insieme, uno dei suoi principali obiettivi educativi), in quanto l'autocorrettività è uno dei pilastri portanti della struttura della comunità di ricerca. Fare filosofia in una CdRF significa prima di tutto imparare a correggere gli altri e farsi da loro correggere, in uno sforzo comune per la validità e la verità del pensiero nei suoi giudizi.

#### Pensiero critico e sensibilità al contesto
Di grande interesse risulta anche la quarta caratteristica che Lipman attribuisce al pensiero critico, cioè la sensibilità al contesto. Essa è la capacità di capire che circostanze eccezionali ed irregolarità, limitazioni, vincoli e contingenze legate alle diverse situazioni particolari possono avere un peso anche determinante nel guidare una persona nell'esprimere un qualsiasi giudizio. Non si tratta di un difetto, ma di un punto di forza del pensiero critico. Ad esempio, il fatto che il carattere di un testimone abbia un suo peso nella valutazione della sua attendibilità, da parte del giudice, durante un dibattimento giudiziario e che quindi la verità o la falsità di quello che lui dice sia valutata dal magistrato o dalla giuria anche in base al come lo dice e non solo in base al che cosa dice, questo è segno di buon senso e non di pregiudizio. Al contrario, la sensibilità al contesto - per cui si rifugge dall'imporre ai casi singoli delle regole generali a prescindere dal fatto che siano appropriate o meno alla particolarità del caso preso in esame - ostacola la stereotipizzazione e la pregiudizialità. Questo significa che il pensiero critico sensibile al contesto porta a formulare giudizi che non sono costruiti sulla base di deduzioni rigide e maniacali condotte in astratto, ma, invece, ponendo attenzione anche alle induzioni, alle analogie, alle metafore di cui il linguaggio ordinario è ricco. Addirittura, secondo Lipman, chi pensa criticamente non dovrà applicare le regole della logica formale "se non risultano appropriate alla situazione data: [...] il rispetto per i casi individuali appare indispensabile per tutte le ricerche" e tutti ragionamenti. Si vede così qual è il frutto desiderabile prodotto dall’attenzione al contesto propria del pensiero critico: fare in modo che "la ricerca non rimanga sul piano della mera astrazione e l’agire che essa comporta non si traduca in puro tecnicismo".

### Il pensiero creativo
La seconda componente del pensiero complesso che la P4C mira a coltivare nei bambini e nei ragazzi è il pensiero creativo. La creatività non è slegata dal pensiero critico, in quanto ha sempre a che fare con il medesimo processo intellettuale, quello della ricerca. In particolare, all'interno di una situazione problematica, il pensiero creativo è quello che le persone utilizzano per "considera[re] ipotesi alternative per affrontare il problema, riflette[re] sulle possibili conseguenze, elabora[re] esperimenti fino a quando l’aspetto problematico della situazione viene", almeno provvisoriamente, risolto. Ovviamente, il nuovo e l'alternativo sono provocazioni all'ordine costituito e quindi il pensiero creativo ha a che fare più con la messa in discussione del vecchio stato di cose (divenuto problematico) che con la strutturazione di un ordine risolutorio: "i pensatori creativi sono contenti solo quando, come elefanti in una cristalleria, sono liberi di mandare in frantumi le cianfrusaglie del mondo". Tuttavia, la creatività è comunque sempre orientata alla generatività: istituisce nuove prospettive e interpretazioni, elabora soluzioni nuove, permette di assistere e sollecitare processi di trasformazione delle cose.
Due esempi di situazioni interne alla prassi della CdR in cui i bambini e i ragazzi esercitano la loro creatività sono la fase di passaggio dalla compilazione dell'Agenda alla definizione del Piano di Discussione - fase in cui i bambini e i ragazzi esercitano una forma di creatività "viva" segnalando delle relazioni e connessioni che si manifestano ai loro occhi rispetto alle tematiche emerse -, oppure il momento della discussione, nella generazione di ipotesi originali.

### Il pensierocaring
La dimensione caring rappresenta il terzo aspetto fondamentale del pensiero complesso così come è concepito nella teorizzazione della P4C. Parlando di caring thinking Lipman intende innanzitutto opporsi alla visione dualistica e razionalistica tipica di molta filosofia occidentale secondo cui le emozioni non hanno niente a che vedere con la razionalità e, al limite, costituiscono un elemento di turbamento e di disturbo per chi vuole esercitare il pensiero. Al contrario, secondo il fondatore della P4C il ruolo dell’emozione "è talmente importante nel pensiero che sarebbe difficile discernere l’una dall’altro". Questo è vero nel senso che le emozioni sono giudizi, ossia espressioni di pensiero. In particolare, le emozioni sono giudizi valutativi motivati da certe ragioni. Un esempio che può chiarire questa dinamica di connessione stretta fra emozione e razionalità è quello dell'indignazione che è suscitata in un individuo dall'avere egli assistito a un episodio di maltrattamento di un bambino. L'indignazione (ossia un'emozione), osserva Lipman, esiste solo insieme alla "consapevolezza [ossia una cognizione] del fatto che maltrattare un innocente sia qualcosa di deprecabile"; e questa unione di emozione e cognizione si sviluppa in un giudizio valutativo, secondo il quale si considera appropriato e ragionevole giudicare malvagio il comportamento di chi maltratta un bambino. Questo riferimento a giudizi di valore costituisce una condizione imprescindibile per la possibilità stessa della P4C: senza di esso, infatti, il pensiero esercitato nella CdRF rischierebbe di trattare i suoi contenuti in modo apatico e distaccato, finendo con l'essere indifferente anche nei confronti della stessa ricerca. "Perfino il tipo di pensiero che chiamiamo «pensiero critico» - nota Lipman - rispecchia il bisogno emotivo di esattezza, precisione, coerenza ed efficienza".
 Risulta allora chiaro che, in generale, secondo la teorizzazione della P4C, il pensiero "non è avalutativo" e, più in particolare, il pensiero caring è definibile come il tipo di pensiero "che assegna valore al valore". Così, il pensiero caring si configura primariamente come la capacità di focalizzarsi, all'interno di un determinato contesto, su ciò che di certe cose (oggetti, o persone, o relazioni, o pensieri, o azioni) si ritiene valido e importante (ossia degno di attenzione, rispetto e cura) e, quindi, prioritario e urgente da prendere in considerazione. Più specificamente, chi pensa in modo caring, da una parte, pensa con premura all’oggetto dei suoi pensieri, dall’altra si preoccupa della buona qualità della propria maniera di pensare.
Ora, la premura e l'apprezzamento con i quali chi pensa in modo caring si approccia alla realtà nascono solo in un contesto relazionale: è nella relazione col mondo naturale e sociale che si dà l'attribuzione di valore, connotata di implicazioni affettive e cognitive insieme. Particolare rilevanza, a questo livello, assume nella teorizzazione della P4C la relazione umana, la relazione cioè tra ciascun uomo e tutti gli altri membri della comunità sociale: quando si pensa in modo caring, il valore di qualcosa è riconosciuto principalmente in rapporto a ciò che gli altri pensano e sono. Si dischiude qui la dimensione etica della P4C e diventano centrali tre elementi che, nella sua teorizzazione, proprio costituiscono dall'interno il pensiero caring così come esso è esercitato nella CdRF: l'empatia, la normatività e il suo tradursi in azione.
L'empatia, come capacità di distanziarsi dalle proprie sensazioni o punti di vista, “indossando” idealmente i panni diversi della persona con cui si entra in rapporto, è la premessa (e insieme il frutto) etica della possibilità di incontro e di comprensione dell'altro nella dinamica dialogica della CdRF. Riuscire a decentrarsi per entrare nell'orizzonte di pensiero altrui (senza per forza appiattirsi su esso, ma alla ricerca del giudizio supportato da ragioni migliori e per questo maggiormente valido) è segno di quella serietà morale/valutativa che è sicuramente uno degli obiettivi educativi principali della P4C.
L'aspetto della normatività del pensiero caring si evidenzia quando la considerazione del valore che viene dato a oggetti o persone ritenute importanti spinge a pensare anche a quale potrebbe essere l’ideale migliore di cura a cui sarebbe doveroso tendere. Detto altrimenti: quando si riconosce il valore di qualcosa (o qualcuno), è proprio quello il momento in cui si va a pensare come essa può e deve essere al meglio preservata, curata e valorizzata. L'abitudine al confronto fra ciò che è e ciò che invece potrebbe e dovrebbe essere, l'esercizio cioè della sensibilità personale a cogliere l’incongruenza tra ideali e comportamenti concreti, nell'ottica della P4C, è il punto di partenza per l'educazione dei bambini alla riflessione morale intorno a quale tipo di mondo e di convivenza sia giusto desiderare.
Da ultimo, il pensiero caring ha a che fare anche con l'impegno morale a tradurre in azione il proprio ideale di cura, attraverso parole, progetti, azioni e atteggiamenti concreti. Esso è infatti un pensiero “attivo”, che agisce per sostenere e realizzare ciò in cui si crede.

## Le premesse filosofiche e psicopedagogiche della P4C
L'operazione teorica di Lipman nel costruire il curricolo della P4C è debitrice di molte influenze culturali provenienti dall'ambito della ricerca psicopedagogica e soprattutto dalla storia della tradizione filosofica.
Considerando quest'ultima, Lipman afferma di essere stato ispirato particolarmente da quei filosofi, come Socrate, Agostino o Diderot tra gli altri, che "hanno affrontato la filosofia in maniera «idiomatica», filosofando in modo dialogico e narrativo", mostrando così che la filosofia, da un lato, non va intesa primariamente "come un'esposizione sistematica di teorie già confezionate, ma come pratica della ricerca in comune" e, dall'altro, non è un sapere per addetti ai lavori, ma un atto, una forma di vita che può essere avvicinata e praticata da tutti. Sempre sulla linea dell'insegnamento socratico, la P4C è pensata come un programma che pone la filosofia come la migliore pratica educativa: in quanto "contribuisce a formare spiriti critici, persone che saranno disposte a smettere di credere di conoscere ciò che in verità non conoscono e che saranno più attente a mettere in discussione i valori e le idee che sono socialmente accettate", essa avvia chi la pratica sulla strada di una vita impegnata nella ricerca della verità e del bene.
Su questo punto si innesta il contributo teorico di cui la P4C è debitrice alla filosofia di Peirce e Dewey. 

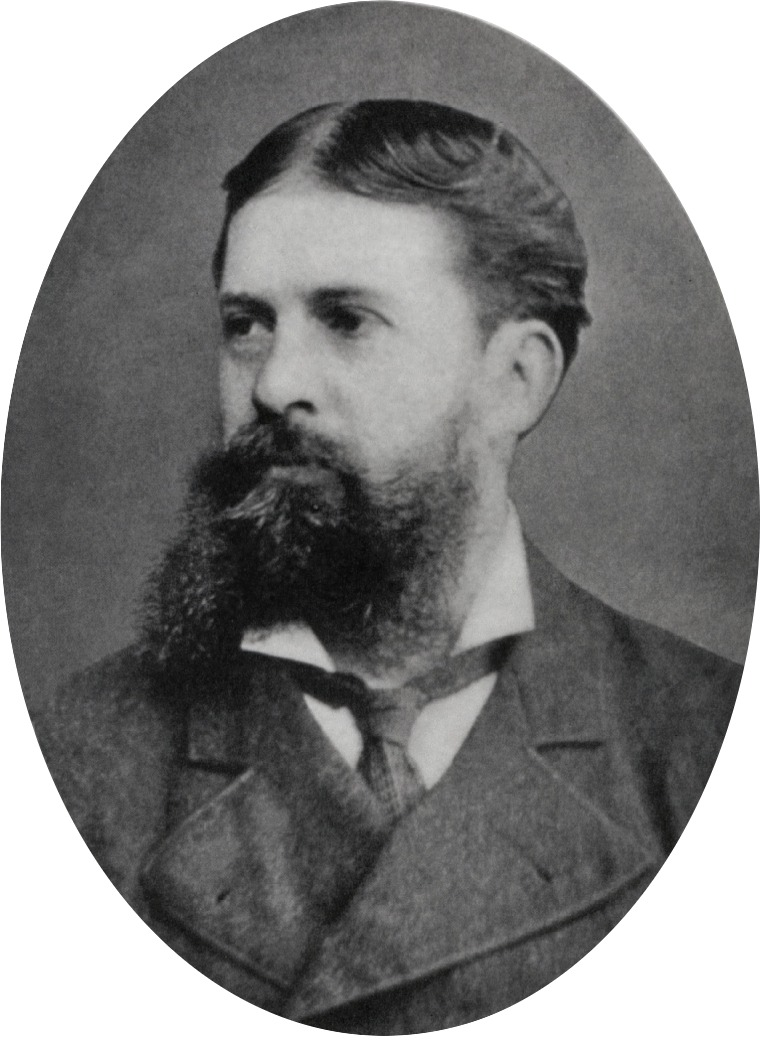
Charles Sanders Peirce

Secondo Peirce, infatti, tutto ciò che conosciamo "è sempre incerto, fragile e limitato" e per questo deve sempre essere messo in dubbio e in discussione. L'intera avventura della scienza, secondo Peirce, è quindi descrivibile come un faticoso processo che va dal dubbio alla credenzae che si sostanzia in un cammino di ricerca continuo e illimitato, proiettato a un miglioramento continuo delle risposte che via via i ricercatori (Peirce ha in mente soprattutto la comunità scientifica) riescono a stabilire.

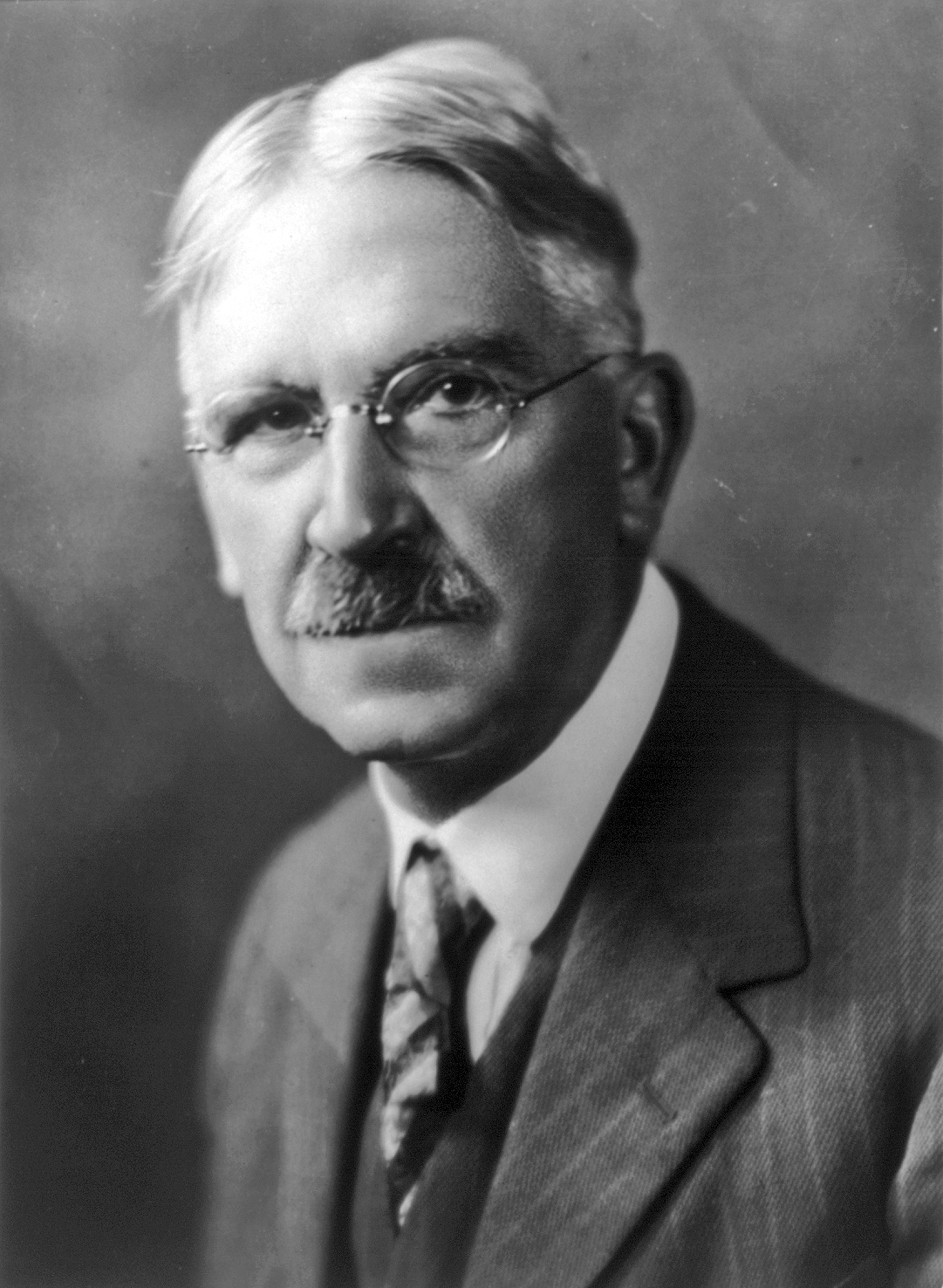
John Dewey

Si tratta, qui, di una suggestione molto vicina all'idea deweyana secondo cui la scienza può essere vista come una tecnica intellettuale che consente un uso produttivo del dubbio, trasformato in uno stimolo intellettuale che non si ferma ai problemi, ma ne fa un trampolino di lancio verso la ricerca di soluzioni sensate e criticamente soppesate. Nella concezione di Dewey (quale si trova espressa nel libro "da cui Lipman ha tratto maggiore ispirazione", Come pensiamo), infatti, l'attività umana del pensiero consiste nella capacità riflessiva: essa trasforma i nostri impulsi istintivi in una azione intelligente e logicamente strutturata volta a dare risposta ai problemi che sorgono dentro le situazioni concrete della vita ed è in riferimento a queste - cioè sulla base del suo essere valida apportatrice di soluzioni, ossia pragmaticamente - che si misura la sua verità.Da queste teorie dei grandi pragmatisti americani, Lipman ha tratto l'idea che la filosofia deve essere praticata in un contesto nel quale sia valorizzato al massimo il suo carattere di "attività esplorativa ed inquisitiva", di ricerca, appunto, pensata come attività riflessiva nella quale il ragionamento logico si esercita nella più stretta connessione con la concretezza dell'esperienza.
Altro aspetto centrale della P4C derivato dall'insegnamento del pragmatismo americano è quello per il quale la ricerca è un processo comunitario: "è la comunità a determinare ciò che [...] possiamo conoscere". Questo significa che la ricerca "poggia su una base comunicativa, operativa, simbolica, valutativa, che è inequivocabilmente sociale", come a dire che la ricerca si realizza in un processo nel quale la conoscenza è co-costruita e condivisa da una comunità di pensanti: per poter essere aperta alla critica e alla revisione la ricerca ha bisogno di essere essenzialmente sociale e pubblica. Deriva da qui il costrutto lipmaniano di "comunità di ricerca".
Questo costrutto è elaborato psicopedagicamente da Lipman sulla base delle teorie degli psicologi Mead e Vygotskij. L'idea che accomuna questi due autori e che è centrale nell'elaborazione lipmaniana della CdR è quella per cui una persona costruisce la sua mente e la sua personalità soprattutto a partire dai processi sociali ai quali essa prende parte. Mead, in particolare, concepisce il soggetto - quello che lui chiama il self - come il frutto di una relazione comunicativa con la realtà sociale di appartenenza, tramite l'interiorizzazione di "quello che lui chiama l'altro generalizzato, ovvero la reazione ed il punto di vista degli altri" verso di lui. Da questo punto di vista, la mente non è vista, cartesianamente, come una sostanza pensante autofondantesi, ma, piuttosto, come un'intelligenza che sorge da un processo di scambio linguistico-simbolico fra un individuo e la sua comunità di vita. Da parte sua, Vygotskij vede nella socialità (che si struttura primariamente come scambio linguistico di significati all'interno della famiglia e della comunità culturale di appartenenza) il principio sul cui fondamento si sviluppano e si strutturano le attività cognitive dell'individuo: nello spazio intersoggettivo e linguistico delle relazioni sociali, l'individuo prima sperimenta e poi interiorizza (facendole proprie) le abilità di pensiero.

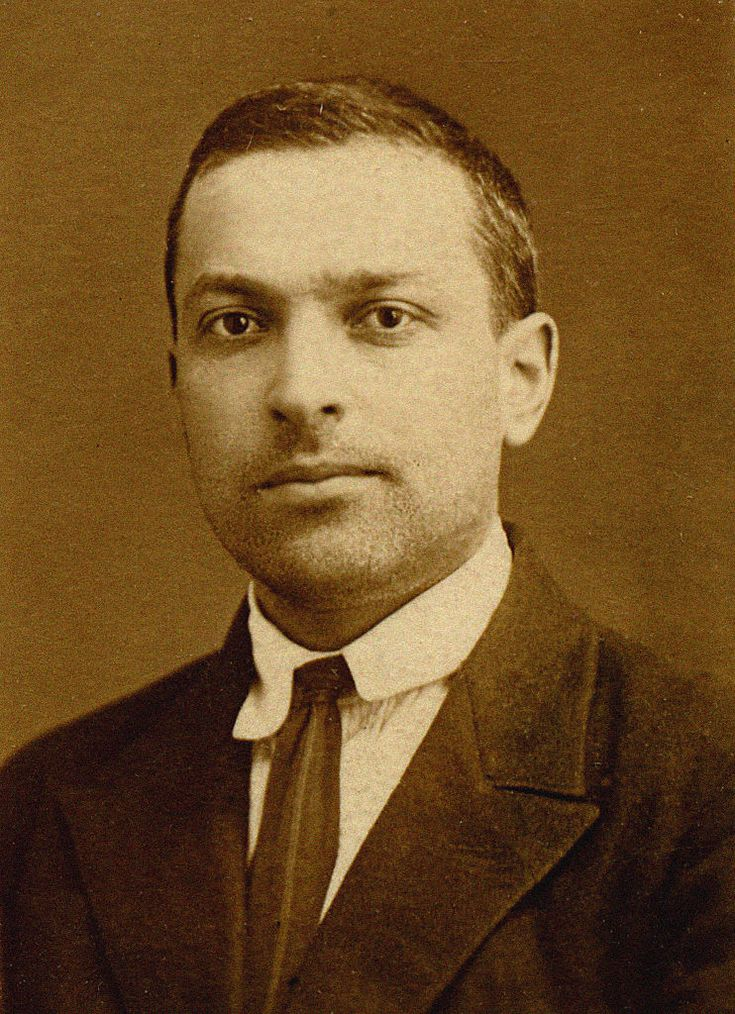
Lev Semënovič Vygotskij

Da questa visione psicologica, discende un'idea pedagogica (l'idea di "un'infanzia vygotskiana: sociale, comunicativa, che arriva alla identificazione del «sé» attraverso l'esperienza reiterata dell'«altro»") che la P4C fa pienamente sua: grazie alla mediazione del dialogo che avviene nella CdR, il bambino si appropria "di strumenti intellettuali in grado di trasformare radicalmente il modo di organizzare la mente e di utilizzare il pensiero" riuscendo a fare "con l'aiuto di altri ciò che non riuscirebbe a fare da solo", ossia a pensare in modo più filosoficamente rigoroso.
Nel concepire questo dialogo tra i bambini nella CdR, Lipman è largamente influenzato "da ciò che Martin Buber identificò come dialogo autentico", ovvero quella forma dialogica "nella quale ciascuno dei partecipanti considera gli altri come esseri unici e presenti e stabilisce con essi relazioni mutuamente significative e attive": un dialogo basato sul rispetto e sul reciproco riconoscimento.
In verità, nell'impianto teorico generale della P4C, non è sufficiente un dialogare così strutturato. In effetti, il dialogo nella CdR è sempre anche radicato nell'esame condotto insieme delle ragioni che sostengono le proprie e altrui idee, ossia, detto altrimenti, è sempre retto dalle regole del ragionamento logico. Sotto questo riguardo, la P4C si ispira all'impianto della "logica classica, quella dei principi di identità, terzo escluso e non contraddizione": non per niente, il primo dei racconti del curricolo della P4C scritto da Lipman, Harry Stottlemaier's Discovery, dedicato in larga misura a una riflessione sulla logica, riecheggia nel titolo il suono della pronuncia inglese del nome di Aristotele.
Un ultimo, fondamentale, influsso che innerva profondamente la P4C è quello che riguarda l'idea deweyana di democrazia. Per Lipman, sulla scorta di Dewey, la democrazia non è semplicemente un sistema politico, ma un ideale di vita sociale la cui bontà si misura sulla sua capacità di promuovere la partecipazione dei suoi membri a una discussione pubblica razionale che consente di produrre giudizi migliori sui problemi sociali. Ed è proprio a questo tipo di partecipazione che la CdR sperimentata nella pratica della P4C, nelle intenzioni dei suoi promotori, educa. Su questa questione dei "giudizi", infine, un'ulteriore influenza che ha agito sulla teorizzazione della P4C è quella che proviene dal filosofo americano, contemporaneo e amico di Lipman, Justus Buchler. In effetti, tutta la speculazione lipmaniana sulla tripartizione del pensiero nelle dimensioni critica, creativa e caring si fonda sulla teoria del giudizio di Buchler, secondo il quale il giudicare non può, riduttivamente ed intellettualisticamente, essere ristretto all'ambito del dire (linguistico), ovvero all'asserzione passibile di essere vera o falsa; al contrario, per Buchler, esistono anche giudizi espressi nell'ambito del produrre estetico e dell'agire morale. Da qui l'idea lipmaniana trasfusa nella P4C per cui la pratica filosofica non ha per scopo lo sviluppo semplicemente delle capacità di pensiero, ma soprattutto l'educazione del modo in cui i bambini sentono, agiscono e vivono.

## Il problema della valutazione
Per valutare se il programma della P4C funziona bene o no, è stato usato fino agli anni Novanta il New Jersey Test of Reasoning Skills.
Attraverso questo strumento sono stati valutati gli effetti che la P4C ha sulle abilità legate al ragionamento deduttivo richiesto dai contenuti del curricolo della P4C, sulla produttività creativa e l'abilità di problem solving e sulla capacità di produrre ragioni e spiegazioni. Altre ricerche condotte negli Stati Uniti si sono avvalse di altri test standardizzati per la misura delle abilità di ragionamento: il Californian Test of Mental Maturity, il Metropolitan Achievement test, lo Iowa Test of Basic Skills. Queste misurazioni hanno mostrato "degli incrementi significativi nelle abilità di scrittura, lettura e logico-matematiche" "nonché sulle prestazioni nelle discipline tradizionali del curricolo".
Si pone però il problema se il test misuri realmente ciò che fa il programma della P4C. Infatti potrebbero esserci dei cambiamenti di tipo qualitativo sullo stile del ragionamento e sulla formazione affettiva e morale della personalità che, pur prodotti dal training in filosofia, non sono tuttavia misurabili dal test. In effetti, oggi tra gli studiosi "è opinione comune che i test meramente quantitativi non consentano una valutazione integrata delle potenzialità del curricolo P4C né delle reali competenze cognitive messe in atto durante l'attività". Per porre rimedio a questa difficoltà, i ricercatori di tutto il mondo si sono mossi nella direzione di costruire e utilizzare strumenti di analisi capaci di descrivere qualitativamente ciò che la P4C fa accadere. In particolare, si è visto che strumenti di valutazione utili a "far emergere non solo gli indicatori di qualità del pensare filosofico, ma anche le sue peculiarità epistemiche e cognitive, nonché il tipo di interazione sociale che favorisce" sono le osservazioni strutturate delle discussioni che i bambini realizzano durante le sessioni di P4C e le analisi linguistiche delle loro trascrizioni. Si tratta di analisi sofisticate ed afferenti a molteplici modelli teorici, che però hanno uniformemente messo in evidenza che la P4C favorisce nei bambini lo sviluppo "di capacità argomentative e di ragionamento informale che solitamente vengono ritenute proprie degli adulti", come ad esempio cercare ragioni, addurre motivazioni, tentare spiegazioni, opporre controesempi, ipotizzare soluzioni, ecc. Inoltre, si è visto che il curricolo della P4C favorisce nei bambini la capacità di individuare relazioni (anche attraverso analogie e metafore) tra concetti, la capacità di fare considerazioni di tipo metacognitivo e metodologico e quella di contestualizzare/decontestualizzare le proprie osservazioni. Infine, la ricerca valutativa ha appurato che la P4C aiuta i bambini a sostituire alla competizione fra pari la collaborazione intellettuale.
In linea generale, ciò che queste analisi valutative hanno mostrato è che la P4C, se praticata dai bambini per un lasso di tempo significativo (almeno tre mesi), riesce a produrre nei bambini un marcato sviluppo della capacità di concettualizzare e formulare giudizi in base a criteri di ragionevolezza condivisibili con gli altri e questo, a sua volta, potenzia le prestazioni nello studio delle materie scolastiche, che si giovano dei miglioramenti fatti dai bambini nelle loro capacità di ragionamento discorsivo.

## La Philosophy for Community
La P4C è una pratica che si presta a essere estesa, fuori dalla scuola, anche agli adulti, e più in generale a individui di ogni età in contesti anche informali. In effetti, l'idea di una comunità di ricerca filosofica - pensata come luogo in cui la pratica filosofica può portare a degli esiti desiderabili dal punto di vista dello sviluppo democratico di una società - ha un valore in sé, indipendentemente dal fatto che a scuola coi bambini sia più semplice realizzarla, per ovvie ragioni logistiche ed organizzative. Questa estensione, per cui dalla P4C (coi bambini) si passa alla Philosophy for Community (P4Co, cogli adulti), si è verificata a livello internazionale e quindi anche in Italia, soprattutto a partire dagli anni Novanta del Novecento.
Si è trattato di un fenomeno avvenuto in concomitanza col convergere di alcuni fattori causali. Da un lato, ha agito il fatto che la formazione dei facilitatori, rivolta soprattutto ad insegnanti che intendevano portare la pratica della P4C nelle loro scuole, è sempre stata improntata al principio del learning by doing (imparare facendo), in base al quale gli adulti si sono formati alla P4C facendo le medesime cose che avrebbero poi fatto i bambini e gli adolescenti in classe, cioè praticando la discussione filosofica. In secondo luogo, gli anni Novanta sono stati il momento in cui hanno iniziato a diffondersi a livello globale le cosiddette "nuove pratiche filosofiche": dai libri di filosofia per non specialisti, ai festival e ai caffè filosofici, fino ai seminari, alle associazioni culturali e ai consulenti filosofici (in ambito medico, aziendale, ecc.) che propongono una filosofia per tutti (in cui "tutti possono fare esperienza di filosofia") capace di dare risposte pratiche al bisogno di senso dell'uomo contemporaneo.

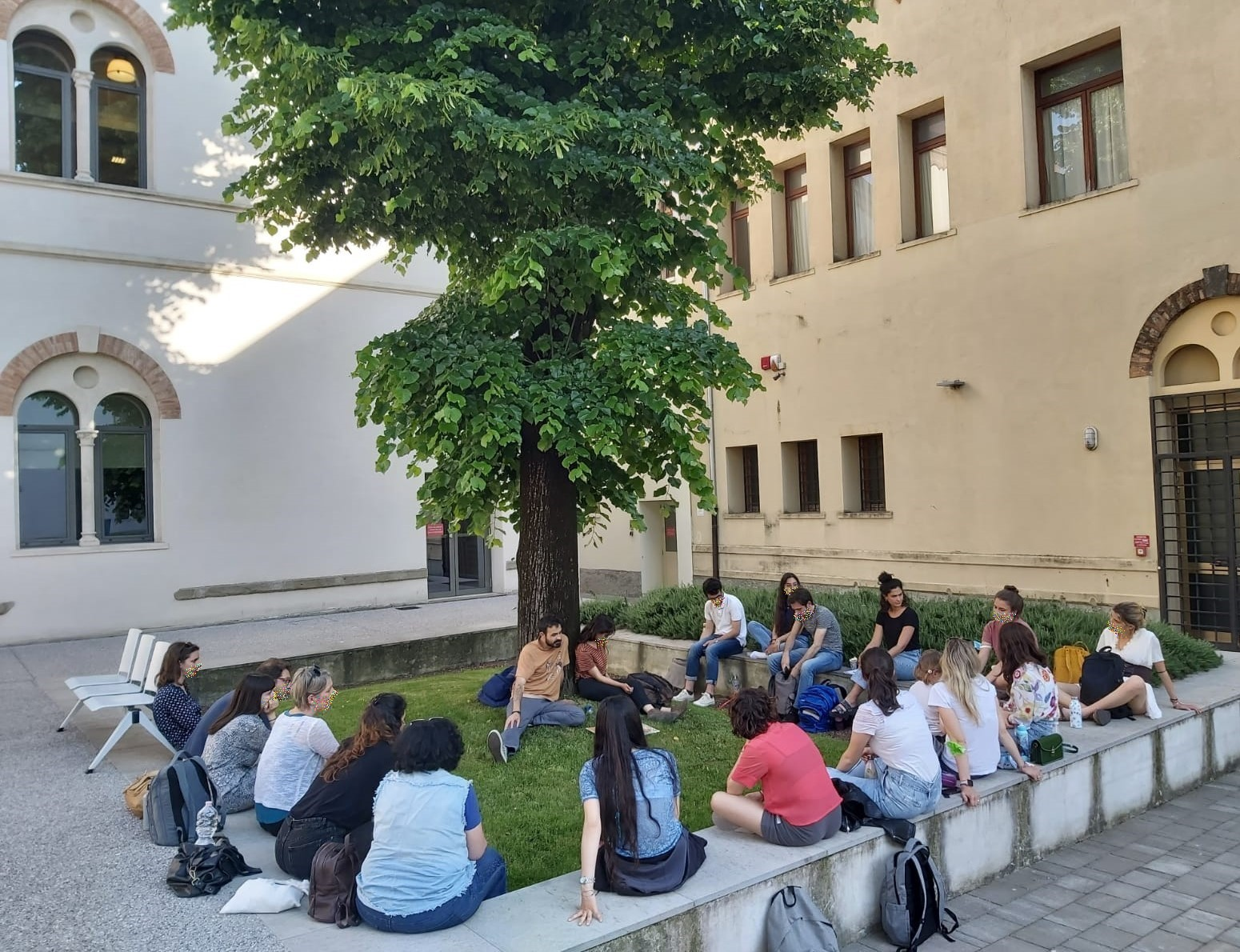
Sessione di Philosophy for Community

La P4Co, dunque, è teorizzata come strategia culturale volta a sottrarre la pratica della filosofia al circuito del professionismo e a distribuirla democraticamente, senza per questo snaturarla, nella comunità sociale. Questo significa che questa "filosofia diffusa" non è pensata come disseminazione/divulgazione di un sapere filosofico prodotto comunque all'interno del mondo accademico (in una logica gerarchica, per cui il filosofo/sapiente dispensa ai profani la sua interpretazione filosofica della realtà), ma, invece, "come risultato di interazioni indagative di comunità attrezzate al lavoro filosofico".Questo significa che la P4Co, in continuità con la P4C, ma in maniera più aderente alle caratteristiche generali dell'età adulta, ha di mira la messa in opera dell'indagine filosofica nei vari contesti della vita sociale e lavorativa, allo scopo di riconoscere, articolare, raffinare e approfondire democraticamente le cosiddette questioni sociali, ovvero le situazioni problematiche di cui è intrisa la convivenza sociale.
Nel corso dei primi decenni del XXI secolo, sono state realizzate esperienze di P4Co di vario tipo: ad esempio, nei contesti della formazione professionale (in ambito sanitario o altri) ed aziendale, con i genitori e i parenti dei bambini coinvolti in sperimentazioni di P4C, all'interno di programmi educativi con persone disabili o di programmi sociali a favore di categorie sociali svantaggiate o della comunità civile nel suo insieme, in situazioni informali come lo spazio aperto di piazze cittadine.

## Il movimento educativo della P4C
L'esperienza educativa della P4C si è originata nei primi anni Settanta in New Jersey, presso il Montclair State College (dal 1994 Montclair State University): lì fu fondato, ad opera di Matthew Lipman, il primo istituto per lo sviluppo della P4C, lo Institute for the Advancement of Philosophy for Children (IAPC).

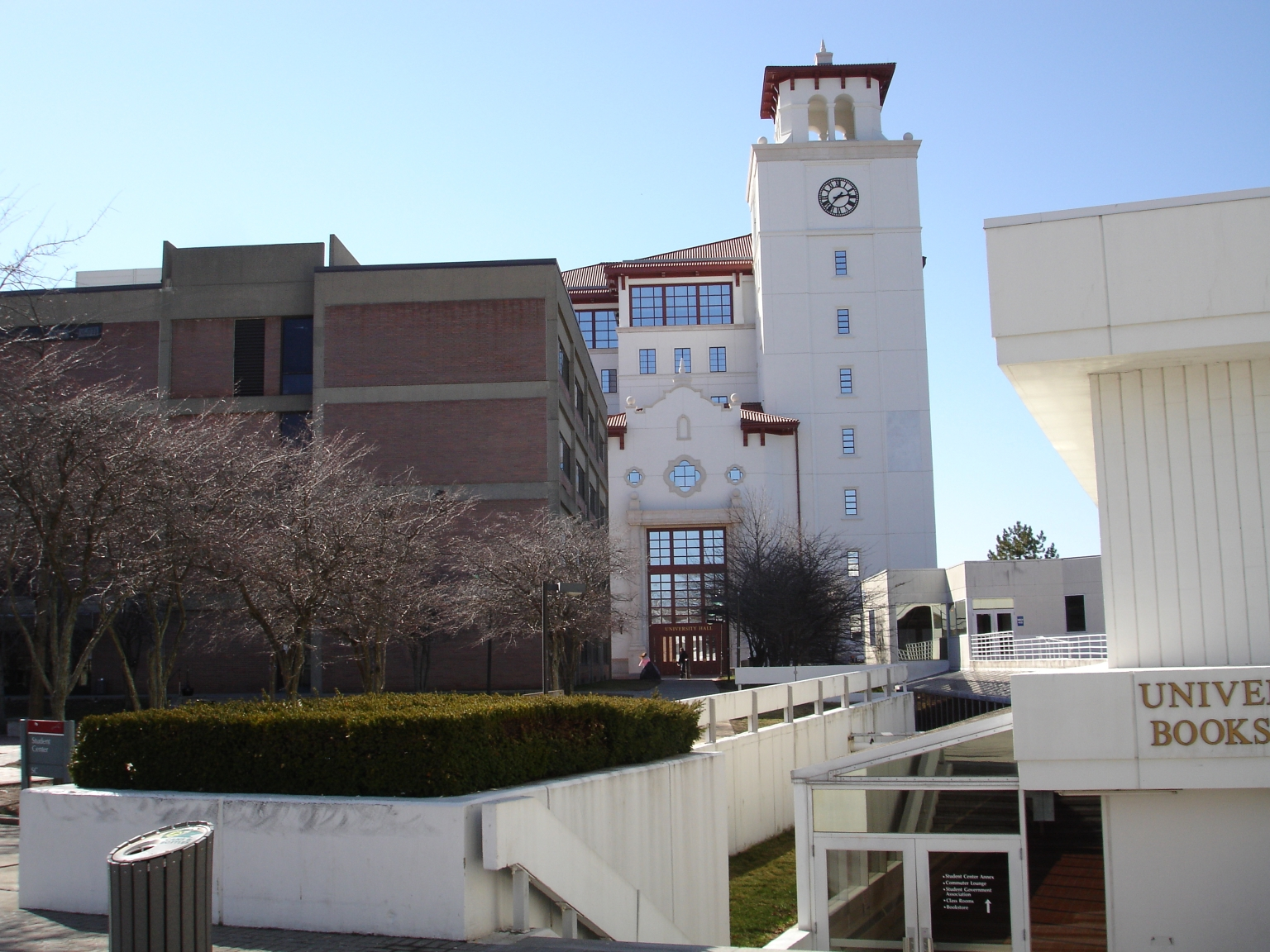
Edificio della Montclair State University presso la quale ha sede lo Institute for the Advancement of Philosophy for Children

Negli anni successivi (a partire dal 1976, quando lo IAPC iniziò ad organizzare corsi per il personale docente), ad opera soprattutto di Lipman e della sua collaboratrice Ann Margaret Sharp, la P4C si è diffusa prima negli Stati Uniti d'America, diventando "un movimento nazionale con workshop organizzati nei vari stati americani, [e si è espansa] poi nel mondo, dall'America Latina, all'Europa, all'Australia, ecc.". In questo modo, nel corso degli anni Ottanta e Novanta, la P4C è divenuta un movimento educativo internazionale, coinvolgendo scuole, ricercatori e università di moltissimi paesi: sono nati corsi universitari, master e programmi di dottorato e oggi numerose università in tutto il mondo offrono corsi per la pratica e per lo studio accademico della P4C.
Ovviamente, se il programma di Lipman, agli inizi, era l'unico curriculum sistematico per la pratica della P4C e quindi, naturalmente, fungeva da modello per le altre nazioni (in molte delle quali il materiale lipmaniano è stato tradotto nelle lingue locali), tuttavia, negli anni successivi, molti paesi hanno sviluppato materiali diversi da utilizzare nelle scuole e la maggior parte di loro ha i propri programmi di formazione degli insegnanti. Si è, quindi, sviluppata una certa diversità e un dibattito internazionale sui principi e le migliori pratiche dell'indagine filosofica con i bambini.
A coordinare a livello internazionale tutti questi approcci e tutte queste diverse attività di formazione e di ricerca svolte dai numerosi centri e associazioni che si riconoscono nel movimento della P4C è l'International Council for Philosophical Inquiry with Children (ICPIC), fondato nel 1985 a Elsinore, in Danimarca. Esso, con cadenza pressoché biennale, organizza una conferenza internazionale di coordinamento fra le varie esperienze diffuse nei vari paesi del mondo e di scambio fra coloro che in diversi modi portano avanti l'esperienza della pratica della P4C e della ricerca intorno ad essa.
Successivamente, grosso modo a partire dagli anni Novanta, sono sorti altri organismi di coordinamento di medio raggio: nel 1991 è stata costituita a Melbourne quella che oggi è la Federation of Australasian Philosophy in Schools Associations (FAPSA), coordinamento che comprende tutte le associazioni che operano nell'ambito della P4C in Australia, Nuova Zelanda, Hong Kong, Singapore e India; in Europa, le varie esperienze nazionali si sono date un coordinamento nella rete SOPHIA, fondata ad Amsterdam nel 1993; nel 1994, è nata invece la North Atlantic Association for Communities of Inquiry (NAACI), che coordina le esperienze canadesi, statunitensi e messicane.

## Critiche e approcci alternativi
Le principali critiche che sono state mosse al curricolo della P4C riguardano aspetti sia teorici sia didattici. C'è innanzitutto un insieme di critiche non radicali che sottolineano, però, varie inadeguatezze della P4C. In primo luogo, si osserva che l'ambizione lipmaniana di aver ricostruito la storia della filosofia in maniera imparziale e oggettiva nei racconti e nei manuali della P4C è solamente una presunzione non verificata. In secondo luogo, il proporre solo i racconti filosofici del curricolo della P4C come punti di partenza privilegiati per lo sviluppo della sessione di discussione è visto come eccessivamente limitativo delle possibilità didattiche. Infine, si stigmatizza il rifiuto, da parte della P4C, di ogni contestualizzazione storico-dottrinale (vista come elemento non adatto al fare filosofia coi bambini) della discussione dei problemi filosofici durante la sessione.
C'è poi un'ultima critica, molto netta, la quale nega che la filosofia possa essere portata in quanto tale ai bambini.
A partire dai rilievi critici meno drastici (ma anche in parte dalle pratiche suggerite dai critici più radicali), sono stati elaborati da studiosi ed esperti di varie parti del mondo metodi ulteriori e più o meno alternativi di conduzione della sessione, che identificano generalmente quella che è stata definita da Karin Murris Philosophy with children (PwC).

### P4C e storia della filosofia
Una critica teorica all'impianto epistemologico della P4C è quella che è stata portata avanti per esempio da W.O. Kohan. Egli osserva che la lettura della storia della filosofia di Lipman non è neutrale, ma - ovviamente - soggetta alle condizioni che le hanno imposto i suoi presupposti pedagogici, filosofici e ideologici: ciò che da lui è considerato un problema filosofico è per lo meno condizionato dal modo in cui è possibile riconoscere un problema filosofico da una prospettiva di taglio pragmatista. Per questo, quelli che sono presentati come problemi filosofici universali sono in realtà problemi filosoficamente rilevanti per un autore che appartiene a una certa tradizione nella storia della filosofia. A partire da questa osservazione, è possibile pensare che molti problemi filosofici rilevanti nella storia della filosofia siano deformati o assenti dai racconti del curricolo della P4C. In effetti, devono essere considerati alcuni punti importanti:
- la filosofia prodotta in America Latina, Africa, Oriente e tanti altri luoghi è esclusa dal curricolo della P4C;
- la filosofia presente nei racconti e manuali giunge, in maggioranza, fino agli anni Settanta. Nulla di ciò che è stato prodotto nelle ultime decadi di filosofia è presente in essi;
- il rapporto di Lipman con i filosofi della storia che ricostruisce non è sempre diretto; in molti casi, la sua lettura di un autore è mediata dalla lettura di un altro filosofo o storico della filosofia, generalmente Dewey;
- la presenza di tesi isolate di alcuni filosofi in un contesto fortemente condizionante, come quello dei racconti, o molto astratto, come quello dei manuali, diluisce enormemente l'effettiva presenza nei testi di Lipman dello "spirito" di questi autori.

Due esempi, riportati da Kohan, possono aiutare a comprendere meglio questo tipo di critica.
Primo esempio. Come è noto, Lipman era professore di logica; ebbene, sebbene egli stesso consideri la logica parte della filosofia, tuttavia non ritiene che le questioni di logica siano, al pari di tutte le questioni filosofiche, problematizzabili: le regole logiche sono presentate nel curricolo della P4C come contenuti da imparare e non da mettere in questione. Secondo esempio. Nel primo capitolo del racconto Mark, i personaggi discutono l'espressione ″mondo libero″. Tale modo di dire va situato nel contesto della Guerra fredda di fine anni Sessanta, quando il racconto fu scritto. In riferimento a tale espressione il manuale relativo al racconto propone un esercizio che domanda: ″Cos'è il mondo libero?″ e fornisce una lista di paesi affinché gli studenti sostengano se si tratti di paesi liberi o meno. Questo esercizio richiama l'attenzione per il suo carattere marcatamente ideologico e poco filosofico: non si comprende, secondo Kohan, in che modo questa classificazione contribuisca alla problematizzazione dei presupposti della categoria trattata.

### Racconti del curricolo lipmaniano e sviluppo della sessione
I racconti del curricolo della P4C sono volutamente poco ricchi dal punto di vista letterario. Se a Lipman questo pareva un pregio, a molti suoi critici, invece, pare un difetto. In effetti, per Lipman il curricolo doveva mettere al centro la filosofia senza che l'elaborazione letteraria potesse distrarre i fruitori (i bambini) da essa. Però questa scelta non è esente da problemi. È stato osservato che i personaggi dei racconti sono dominati, nel loro modo di essere e di fare, da una razionalità irrealistica, priva di agganci con dimensioni come il desiderio, l'emozione, le relazioni di potere. Questo fa sì che i racconti risultino poco verosimili e i personaggi privi di quello spessore psicologico che solo la buona letteratura riesce a dare. A cascata, questo provoca altre due conseguenze poco desiderabili, anche dal punto di vista didattico: è reso più difficile un rapporto più interessante con la dimensione interdisciplinare del lavoro a scuola ed è oscurata la dimensione filosofica presente in tutta la buona letteratura o, in generale, nell'arte (pittura, cinema, ecc.).
A partire da queste considerazioni, dagli anni Novanta in poi, si è sviluppata - come evoluzione interna al movimento internazionale della P4C dopo il lavoro pionieristico di Lipman, evoluzione che ha preso il nome di Philosophy with children (PwC) - l'idea "che la discussione filosofica con i bambini può nascere a partire da una varietà di supporti testuali che vanno oltre l'ambito dei racconti filosofici ideati" da Lipman e collaboratori. Ecco che allora nella PwC si utilizza come strumento la narrativa (non in forma di “racconti filosofici” ma di fiabe, mini-racconti, aforismi, poesie, leggende e miti di diverse culture) e si ricorre anche al gioco e all’arte (principalmente musica e pittura), perché si ritiene che questi strumenti permettano meglio di stimolare educativamente diverse dimensioni umane: il corpo, le emozioni e la sensibilità in generale. Anche le procedure di conduzione della sessione nella PwC possono essere semplificate o comunque modificate nella direzione di una minore schematicità; ad esempio, superando l'eccessivo scrupolo (rappresentato dall'elevato tasso di «previsionalità» riscontrabile nei manuali del curricolo Lipman) nel far sì che la sessione si snodi in un certo preciso percorso; oppure trovando strategie antiautoritarie che permettano di superare la preoccupazione (dettata dalla supposizione che il facilitatore abbia pur sempre, implicitamente, il potere di condizionare in modo autoritario la CdRF) che, nella formazione dei facilitatori e quindi nella pratica concreta della facilitazione durante le sessioni di P4C, impedisce a chi facilita di esprimere il proprio pensiero. Tuttavia non c’è alcuna rottura netta tra P4C e PwC; D’altronde lo stesso International Council for Philosophical Inquiry with Children (ICPIC), si pone oggi come una struttura unitaria di coordinamento di quella che, con espressione sincretica, si è arrivati a chiamare Philosophy for/with children (P4wC).

### Bambini, filosofia e dottrine filosofiche
Un'ultima critica all'impianto epistemologico e metodologico della P4C - critica radicale, che apre a dimensioni del fare filosofia con i bambini alternative a quella della P4wC - è quella che mette in discussione uno dei suoi assunti centrali, quello per cui, nel proporre la filosofia ai bambini, non bisogna "insegnare filosofia ai bambini, ma aiutare - facilitare - i bambini a filosofare, perché quello che si insegna non è la filosofia, ma la storia della filosofia". Si tratta dell'assunto per il quale è da escludere "una qualunque cornice storica definita in cui collocare la discussione dei problemi filosofici" coi bambini, in quanto le teorie filosofiche che si sono storicamente date (ovvero i contenuti teorici della storia della filosofia i quali invece sono oggetto di insegnamento al liceo e all'università) sono da vedersi come impedimenti e minacce per una libera e autonoma ricerca di una verità condivisa da parte dei bambini (e quindi per la loro autonomia di pensiero), vere e proprie forme di possibile "indottrinamento"da evitare.
Per chi critica questo assunto della P4C, escludere ogni riferimento storico alle dottrine dei filosofi quando si fa filosofia coi bambini è insieme impossibile e controproducente. Impossibile, in quanto nessun uomo di cultura - nemmeno un facilitatore di P4C - è libero dai condizionamenti della storia della filosofia né può mai veramente agire come un'entità disincarnata, ovvero capace di prescindere dal vissuto storico-concettuale nel quale si è formato: una qualche "prospettiva concettuale e storica di appartenenza [che] lavori costantemente al di sotto della pratica dialogica, sia come modello di riferimento che come contenuto di insegnamento, sebbene velata dalla prassi facilitante", è di tutti e nessuno può dirsi neutrale. D'altra parte, escludere ogni riferimento alla storia della filosofia quando si filosofa coi bambini, secondo questo punto di vista, è pure controproducente: perché - argomentano questi critici - privare i bambini, durante una discussione filosofica, di un qualsiasi riferimento filosofico autoriale? Insegnare ai bambini cosa pensa di una data questione Platone o Kant o qualsivoglia altro filosofo non significa per forza esercitare una pressione psicologica su di loro e fare in modo che la discussione muoia, schiacciata sotto il peso dell'ipse dixit. Il riferimento a un autore e alla sua dottrina non significa di per sé agire in modo autoritario, ma semmai offrire nella discussione uno sguardo autorevole "di cui ogni bambino, o discente in generale, sente il bisogno, come punto di riferimento a cui ancorare le proprie riflessioni [e in cui] trovare [...] un solido e riconoscibile termine di confronto il quale, a sua volta, può di nuovo essere messo in discussione, perché il passaggio all'insegnare filosofia - «così ha detto Platone» - non esclude un nuovo passaggio al fare filosofia - «siete d'accordo con Platone?».
Come si vede, questa critica non nega che la discussione critica fatta in gruppo sia il modo migliore per proporre la filosofia ai bambini, ma vuole sottolineare che il docente non può limitarsi a fare il facilitatore, ma deve riappropriarsi del suo ruolo di "leader intellettuale" nella relazione educativa coi bambini; e in questo, senza aver paura di essere per loro una guida psicologica che esercita una certa autorità allo scopo di portarli a ragionare su contenuti che responsabilmente ritiene "importanti per la loro formazione intellettuale ed emotiva".

### P4C: una filosofia senza filosofia
Una delle critiche più radicali che è stata mossa alla P4C lipmaniana è quella argomentata per esempio da Chiara Chiapperini, cofondatrice di Amica Sofia, un'associazione che promuove in Italia esperienze di filosofia con i bambini: per lei il curricolo della P4C finisce "per educare a un tipo particolare di filosofia sottesa al progetto stesso, cioè quella del pragmatismo", in modo tale che "la filosofia viene «ridotta» alle componenti dell'educazione al dialogo e al rispetto delle regole democratiche" e concepita banalmente "come sapere edificante e non problematico": una sorta di "guida quotidiana alle azioni, una maieutica del buon senso". Il fatto è, secondo questo punto di vista, che la visione dell'infanzia che la P4C presuppone - un'infanzia aperta alla meraviglia filosofica di fronte al mondo - è frutto di un'indebita mitizzazione della prima età della vita, coerente con quella che viene vista come crisi della civiltà occidentale contemporanea nella quale l'adulto ha abdicato al suo essere adulto e "il culto della fanciullezza, l'esaltazione del bambino, il puerocentrismo sono un segnale della crisi di una cultura che ha tentato di cancellare da sé i temi della vecchiaia, della saggezza e della morte". Si tratta di una mitizzazione che porta a sopravvalutare le capacità dei bambini: "certamente i bambini sanno porre domande filosofiche, ma non hanno ancora gli strumenti adeguati per tentare di formulare delle risposte". Da questo riguardo, allora, la filosofia in quanto tale, considerata cioè come discorso coerente e non contraddittorio, come sapere che non può fare a meno di un metodo, di sistematicità, di strategie di gestione e del riferimento alle condizioni storiche del suo sviluppo, non può essere utilmente proposta ai bambini, pena lo schiacciare l'educazione su pratiche superficiali e pressappochiste.
Questa apparente completa chiusura nei confronti della possibilità di una pratica filosofica che coinvolga l'infanzia - e con essa, quindi, anche della P4C - non è però così totale. Anche a partire da questa critica così perentoria è possibile immaginare non una filosofia coi bambini, ma per lo meno uno "«spirito filosofico» con cui i docenti delle diverse discipline potrebbero affrontare l'insegnamento scolastico". Si tratta di richiami a una didattica attiva, problematizzante, metacognitiva, interdisciplinare, attenta agli aspetti emotivi e motivazionali: rivitalizzata, in fin dei conti, proprio dai metodi e dallo spirito della filosofia. Ecco allora che anche a partire da una posizione teoricamente contraria alla P4C, si possono però praticamente sviluppare percorsi didattici che in qualche modo - nei modi più aperti, tipici anche della PwC - sono ispirati a un fare filosofia coi bambini.